# Liste von Messen (Musik)
Alphabetisch nach Komponisten geordnetes Verzeichnis von Vertonungen des Mess-Ordinariums, teilweise auch ergänzt um Stücke aus dem Mess-Proprium.

## Anonym (Auswahl)
- Missa de Barcelona (14. Jahrhundert)
- Messe de la Sorbonne (14. Jahrhundert)
- Messe de Toulouse (14. Jahrhundert)
- Messe de Tournai (14. Jahrhundert)

## A

### Adam von Fulda(um 1445–1505)
- Missa für vier Stimmen Seit ich dich herzlieb meiden muss

### Adlgasser, Anton Cajetan(1729–1777)
- Requiem in C-Dur (1750)

### Aiblinger, Johann Kaspar(1779–1867)
- Messe in A-Dur
- Messe in C-Dur

### Alain, Jehan Ariste(1911–1940)
- Messe grégorienne de mariage JA 124 für eine Stimme und Streichquartett (1938)
- Messe de Requiem JA 125 für vier gemischte Stimmen (1938)
- Messe modale en septuor JA 136 für Sopran, Alt, Flöte und Streichquartett oder Orgel (1938)

### Albrechtsberger, Anton Johann(1729–1800)
- Requiem Es-Dur für 4 Stimmen, Orchester und Orgel
- Missa Panis Quotidiani in d-Moll für 4 Stimmen, Streicher und Orgel

### Albrechtsberger, Johann Georg(1736–1809)
- Missa Sancti Josephi in Es-Dur
- Missa pro hebdomada sancta in F-Dur
- Missa in D (1783)
- Missa in C „Krönungsmesse“ (1792)
- Missa Assumptionis Beatae Mariae Virginis (1802)

### Albright, William (1944–1998)
- Chichester Mass

### Allegri, Gregorio(1582–1652)
- Missa Che fa oggi il mio sole, 5-stimmig
- Missa Christus resurgens, 8-stimmig
- Missa In lectulo meo, 8-stimmig
- Missa Salvatorem exspectamus, 6-stimmig
- Missa Vidi turbam magnam, 6-stimmig

### Allmendinger, Karl(1863–1946)
- Missa O bone Jesu op. 37 für Männerchor und op. 37b für gemischten Chor

### Altnikol, Johann Christoph(1720–1759)
- Messe in d-Moll (Kyrie, Gloria)

### Ambleville, Charles d’  (?–1637)
- Messe des Jésuites à Pékin
- Missa Psallite Domino

### Ancelin, Pierre (1934–2001)
- Missa Brevis (1990)

### Anchieta, Juan de (um 1462–1523)
- Missa Rex Virginum Motecta
- Missa sine Nomine

### Anerio, Felice(1560–1614)
- Missa in D

### Anerio, Giovanni Francesco(1569–1630)
- verschiedene Messen, u. a. Missa pro defunctis

### Angerer, Edmund(1740–1794)
- Missa Pastoritia in D und g (ca. 1770)
- Missa Pastorale in B

### Arcadelt, Jakob(1507–1568)
- 3 Messen zu fünf bzw. sechs Stimmen

### Archer, Malcolm(* 1952)
- Missa Omnes Sancti (2005) (ohne Credo)

### Arnfelser, Franz(1846–1898)
- Missa Quinta op. 100, dreistimmiger gemischter Chor und Orgel
- Missa Nona in G., dreistimmiger gemischter Chor und Orgel
- Missa Domus aurea, vierstimmiger gemischter Chor und Orgel
- Missa Regina caeli
- Missa Domus aurea für SATB und Orgel ad lib.

### Atterberg, Kurt Magnus(1887–1974)
- Requiem (1914)

### Aufschnaiter, Benedikt Anton(1665–1742)
- mehrere Messen, darunter
  - Missa Sancti Francisci (1712)

### Aumann, Franz(1728–1797)
- Missa ex F (Orgelsolomesse) für vierstimmigen Chor (Soli) und Orgel (Instr. ad lib.)
- Requiem für Sopran, Alt, Bass, (dreistimmigen Chor), zwei Hörner, zwei Violinen und B.c.

## B

### Baal, Johann(1657–1701)
- Missa in A-Dur

### Bacalov, Luis(1933–2017)
- Misa Tango (1999)

### Bach, Johann Ludwig(1677–1731)
- 2 Messen, darunter
  - Missa sopra ‚Allein Gott in der Höh sei Ehr‘

### Bach, Johann Sebastian(1685–1750)
- Missa (Kyrie und Gloria) in h-moll (BWV 232 I)
- Messe in h-Moll (BWV 232)
- Missa in F-Dur (BWV 233)
- Missa in A-Dur (BWV 234)
- Missa in g-Moll (BWV 235)
- Missa in G-Dur (BWV 236)
- Messe in a-Moll (BWV Anh. 24)
- Messe in c-Moll (BWV Anh. 29)

siehe auch: Lutherische Messen (Bach)

### Bach, Wilhelm Friedemann(1710–1784)
- Deutsche Messe (F 98)

### Bachmann, Sixt(1754–1825)
- Missa solemnis in C-Dur

### Balakauskas, Osvaldas (* 1937)
- Requiem in memoriam Stasys Lozoraitis

### Bárdos, Lajos(1899–1986)
mehrere Messen, darunter
- Missa Tertia
- Missa Quarta

### Bares, Peter(1936–2014)
- Messe op. 935
- Messe op. 1036

### Bauernfeind, Johann(1908–1985)
- Missa „Ave Maria“
- Missa Brevis G-Dur „Familienmesse“
- Deutsches Ordinarium

### Bauldeweyn, Noel(um 1480 – um 1530)
- Missa „A voce mutata“ zu vier Stimmen
- Missa „Da pacem Domine“ zu vier Stimmen
- Missa „En douleur en tristesse“ zu fünf Stimmen
- Missa „Inviolata integra et casta es“ zu fünf Stimmen
- Missa „Myn liefkens bruyn oghen“ zu vier Stimmen
- Missa „Quam pulchra es“ zu sechs Stimmen
- Missa „Sine nomine“ zu sechs Stimmen

### Baumann, Max(1917–1999)
- Missa (op. 39, 1953)
- Requiem „Missa pro defunctis“ (op. 46)
- Schutzengel-Messe (op. 50, 1955)
- Kleine Marien-Messe (op. 59, 1958)

### Baumeister, Mathias(* 1958)
- Missa medievalis für Chor SATB a cappella
- Messe francaise für Chor SATB und Orgel

### Bäurle, Thomas (* 1957)
- Missa in honorem Sancti Valentini für Soli, Chor und Orchester (2008)

### Beethoven, Ludwig van(1770–1827)
- Messe in C-Dur, op. 86 (1807)
- Missa solemnis in D-Dur, op. 123 (1819–1823)

### Beliczay, Gyula (1835–1893)
- Messe in F-Dur, Op.50 (1867)

### Belli, Giulio (um 1560 – nach 1621)
- Missa „Tu es pastor ovium“

### Bellini, Vincenzo(1801–1835)
- Messe in D-Dur
- Messe in a-Moll
- Messe in g-Moll
- Messe in e-Moll

### Bencini, Pietro Paolo(um 1670–1755)
- Missa de Oliveira

### Benevoli, Orazio(1605–1672)
ca. 20 Messen, darunter:
- Missa Azzolina
- Missa pastoralis
- Missa in angustia pestilentiae

### Benoit, Peter(1834–1901)
- Messe „Hoogmis“

### Berger, Wilhelm Georg(1924–1993)
- Abendmahl-Messe (op. 73 Nr. 5, 1986)
- Credo-Messe (op. 73 Nr. 6, 1987)
- Weihnachtsmesse (op. 84, 1989)
- Ostermesse (op. 85, 1989)
- Missa brevis (op. 93, 1989)
- Messa da Requiem (op. 95, 1991)
- Missa solemnis (op. 96, 1991)

### Berlioz, Hector(1803–1869)
- Messe solenelle (1824)
- Grande Messe des Morts (op. 5, 1837)

### Bernabei, Ercole(1622–1687)
- 2 messe per 16 voci

### Bernabei, Giuseppe Antonio(1649–1732)
- Missa in D SATB a capp.

### Bernstein, Leonard(1918–1990)
- Mass zum Gedächtnis an J. F. Kennedy (September 1971)
- Missa Brevis

### Betscher, Nikolaus(1745–1811)
- Missa brevis in g (1774)
- Missa brevis in g (1782)
- Messe in D (1783)
- Requiem in c-Moll (1784)
- Messe in e (1784)
- Requiem in g-Moll (1788)
- Messe in G (1789)
- Messe in C (1794)
- Missa pastoritia in D (1806)
- Missa brevis in G (1810)

### Biber von Bibern, Heinrich Ignaz Franz(1644–1704)
- Missa Sancti Henrici
- Missa Alleluja à 36
- Missa Sancti Alexii
- Missa Christi resurgentis
- Missa ex B
- Missa Quadragemisalis
- Missa Bruxellensis
- Missa Salisburgensis
- Requiem à 15 in Concerto
- Requiem ex F con terza minore

### Bibl, Rudolf(1832–1902)
- Missa in honorem S. Caeciliae in C-Dur (op. 55)
- Missa in F-Dur (op. 67)

### Binchois, Gilles(um 1400–1460)
- Einzelne und paarweise Messensätze
  - Kyrie ‘angelorum’
  - Kyrie ‘apostolorum’ / ‘de martiribus’ / ‘brevioris perfecta’
  - Kyrie [cunctipotens]
  - Kyrie ‘de dominica’ / ‘de beata Maria’
  - Kyrie ‘feriale’
  - Kyrie ‘breve in simplici die’
  - [Gloria] ‘Et in terra pax’ und [Credo] ‘Patrem omnipotentem’
  - [Gloria] ‘Et in terra pax’ und [Credo] ‘brevioris imperfecta per medium’
  - [Gloria] ‘Et in terra pax hominibus’ und [Credo] ‘Patrem omipotentem factorem’
  - [Gloria] ‘Et in terra pax’
  - [Gloria] ‘Et in terra pax’
  - [Gloria] ‘Et in terra pax’
  - [Credo] ‘Patrem omnipotentem’
  - [Credo] ‘aversi’ / ‘autenti triti irregularis’
  - Sanctus und Agnus Dei
  - Sanctus und Agnus Dei für tiefe Stimmen;
  - Sanctus und Agnus Dei [ferialie]
  - Sanctus und Agnus Dei
  - Sanctus
  - Agnus Dei

### Bingham, Judith (* 1952)
- Mass (2003); ohne Credo, aber mit einer Preamble The Road to Emmaeus und einem Voluntary Et cognoverunt eum (beide für Orgel) sowie einem Offertorium Et aperti sunt oculi

### Blum, Herbert (1931–1992)
- Missa Pax in terra
- Missa Deo Gratias

### Bodorova, Sylvie (* 1954)
- Terezin Ghetto Requiem

### Bomtempo, João Domingos(1775–1852)
- Requiem a Memoria de Camoes

### Bonitz, Matthias (* 1951)
- Missa Madonna del suffragio di Perinaldo (1995)

### Borek, Krzysztof(um 1520 – nach 1573)
- Missa Te Deum Laudamus
- Missa Mater Matris

### Botor, Henryk Jan(* 1960)
- Kyrie für gemischten Chor und Streichorchester (1986)
- Missa brevis für gemischten Chor und Orgel (1998)
- Msza Wawelska. Missa in honorem sancti Stanislai für gemischten Chor (2002)
- Missa de misericordia Domini für gemischten Chor, Bläser und Schlagzeug (2007)
- Missa Joannis Pauli Secundi

### Brahms, Johannes(1833–1897)
- Missa Canonica in C-Dur (WoO 18)

### Braunfels, Walter(1882–1954)
- Große Messe op. 37 (1923–1926)
- Kleine Messe op. 37b (reduzierte Fassung der Großen Messe op. 37)

### Bretan, Nicolae(1878–1968)
- Requiem (1955)

### Britten, Benjamin(1913–1976)
- Missa brevis (op. 63)
- War Requiem (op. 66, 1962)

### Brixi, Franz Xaver(1732–1771)
- Missa brevis in C-Dur „Missa aulica“
- Missa brevis in D-Dur
- Miss brevis in F-Dur
- Missa dominicalis in C-Dur
- Missa integra
- Missa pastoralis
- Missa di Gloria (1759)

### Brosig, Moritz(1815–1887)
- Messe e-moll op. 7
- Deutsche Choralmesse nach alten Choralmelodien op. 16
- Dritte (kurze) Messe in C op. 29/3
- Messe Nr. 4 f-Moll
- Festmesse op. 36
- Sechste Messe
- Achte Messe op. 42 für Chor und Orgel
- Missa solemnis Nr. 9 h-Moll op. 44
- Requiem in C

### Bruckner, Anton(1824–1896)
- „Windhaager Messe“ – Messe in C-Dur (WAB 25, 1842)
- „Kronstorfer Messe“ – Messe ohne Gloria [und Credo] in d-Moll (WAB 146, 1843–1844)
- „Messe für den Gründonnerstag“ – Choralmesse (Christus factus est Nr. 1) in F-Dur (WAB 9, 1844–1845)
- Requiem in d-Moll (WAB 39, 1848)
- Missa solemnis in b-Moll (WAB 29, 1854)
- Messe Nr. 1 in d-Moll (WAB 26, 1864)
- Messe Nr. 2 in e-Moll – „Bläsermesse“ (WAB 27, 1866)
- Messe Nr. 3 in f-Moll (WAB 28, 1868)

### Brukenthal, Berta von (1846–1908)
- Missa solemnis in F-Dur (op. 7, 1870)

### Brumel, Antoine(um 1460 – nach 1515)
- Messe „Et ecce terrae motus“
- Requiem

### Bühler, Franz(1760–1823)
- Missa op. 1 Nr 1
- Missa op. 1 Nr 3
- Missa in D op.2
- Missa solemnis op. 3
- Missa solemnis op. 9
- Missa op 10/2 in G-Dur
- Missa op 10/3 in F-Dur
- Missa op 10/4 in Es-Dur
- Missa op 10/6 in C-Dur
- Orgelsolomesse
- Missa Pastoritia

### Busser, Henri(1872–1973)
- Messe de Domrémy (op. 122)
- Messe e Saint-Bertrand de Comminges (op. 127)

### Butz, Josef(1891–1989)
- Herrmann-Josef-Messe op. 35
- Missa brevis op. 44
- Missa Choralis op. 54 für SATB, Gem. und Orgel ad lib.
- Deutsche liturgische Messe für die Verstorbenen op. 65 für SATB (Gem. und Orgel ad lib.)
- Requiem

### Buxtehude, Dietrich(1637–1707)
- Missa brevis (BuxWV 114)

### Byrd, William(um 1543–1623)
- Messe für drei Stimmen, um 1593
- Messe für vier Stimmen, um 1592
- Messe für fünf Stimmen, um 1595

## C

### Caesar, Anthony(1924–2018)
- Missa brevis "Missa Capella Regalis"

### Caldara, Antonio(1670–1736)
ca. 150 Messen, darunter:
- Missa dolorosa
- Missa sanctorum Cosmae et Damiani
- Missa Sancti Francisci
- Missa Sancti Adalberti
- Missa Sancti Josephi in B
- Missa Vix orimur morimur
- Missa venerationis (1721)
- Missa gratiarum in C-Dur (1727)
- Requiem

### Cannicciari, Pompeo (1669–1744)
- Missa in a

### Cantin, Jules (1874–1956)
- „Grande Messe de Saint Hubert“ (Hubertusmesse, 1934)

### Caplet, André(1878–1925)
- Messe à trois voix a cappella

### Cardoso, Frei Manuel(1566–1650)
- Requiem

### Carissimi, Giacomo(1605–1674)
- Missa „L´homme armé“

### Carrapatoso, Eurico(* 1962)
- Petite messe naive, pas solenelle (op. 2, 1992)
- In Paradisum (op. 5, 1994)
- Magnificat em talha dourada (op. 17, 1998)
- Salmo CL (op. 27, 2000)
- Veni Creator Spiritus (op. 32, 2000)
- Horto Sereníssimo – Annuntiatio Beata Mariae Virgine (op. 34, 2000)
- Motetes para um tempo de Paixão (op. 39, 2002)
- Requiem à memória de Passos Manuel (op. 48, 2004)
- Missa Sine Nomine (op. 50, 2006)
- Díptico Mariano (2007)

### Carver, Robert (um 1485 – um 1570)
- Messe für drei Stimmen
- Deus Creator omnium

### Casali, Giovanni Battista(1715–1792)
- insgesamt 24 Messen, darunter
- Missa in G

### Casciolini, Claudio(1697–1760)
- Requiem Missa pro defunctis
- Mass in A minor
- Missa brevis
- Missa sine nomine

### Casella, Alfredo(1883–1947)
- Missa solemnis pro pace (op. 71)

### Catalani, Alfredo(1854–1893)
- Messe e-Moll für vier Singstimmen und Orchester (1872)

### Caurroy, Eustache du(1549–1609)
- Missa pro defunctis

### Cavalli, Pier Francesco(1602–1676)
- Requiem

### Chaminade, Cécile Louise Stephanie(1857–1944)
- Messe pour deux voix égales (op. 167, 1927)

### Charpentier, Marc-Antoine(um 1643–1704)
- Messe (H 1, 1670–1671)
- Messe pour les trépassés (H 2, 1670–1672)
- Messe à 8 voix et 8 violons et flûtes (H 3, 1670–1671)
- Messe à 4 choeurs (H 4, 1672)
- Messe pour le Port-Royal (H 5, 1687)
- Messe à 4 voix, 4 violons, 2 flûtes et 2 hautbois pour M. Mauroy (H 6, 1691)
- Messe des morts à 4 voix (H 7, 1692–1693)
- Messe pour le samedi de Pâques à 4 voix (H 8, 1693)
- Messe de minuit à 4 voix, flûtes et violons, pour Noel (H 9, 1694)
- Messe des mort à 4 voix et symphonie (H 10, 1695)
- Assumpta est Maria „Missa six vocibus cum simphonia“ (H 11, 1702)
- Messe pour plusieurs instruments au lieu des orgues (H 513, 1674–1676)

### Cherubini, Luigi(1760–1842)
- Messe in A für die Krönung von König Karl X. von Frankreich
- Missa solemnis in F-Dur „Di Chimay“
- Missa solemnis in d-Moll „per il Principe Esterházy“
- Requiem in c-Moll
- Requiem in d-Moll

### Claussmann, Aloÿs (1850–1926)
- Messe pour orgue (1919)

### Clemens non Papa(um 1510 – um 1556)
- Ecce quam bonum
- Missa Pastores quidnam vidistis

### Coates, Gloria(1938–2023)
- Missa brevis (1964)

### Constanz, Karl(1747–1817)
- Pastoralmesse D-moll

### Conti, Francesco Bartolomeo(1681–1732)
- Missa Assumptionis de B. M. Virginis
- Missa con Trombe
- Missa S. Caroli Borromei (verschollen)
- Missa Sancti Pauli in g-Moll = Missa mirabilium Dei
- Missa Sancti Petri et Pauli, 1721 (1751?)

### Cornelius, Peter(1824–1874)
- Messe in d-Moll für Frauenchor, Sopran- und Alt-Solo und Orgel, Streicher ad lib.; CWV 91

### Cornysh, William(um 1468–1523)
- 2 Messen (verloren)

### Corselli, Francesco(1705–1778)
- 19 Messen, darunter
  - Missa Ave maris stella
- 5 Requiem

### Crassini, C.(1561–1632)
- Missa Prima
- Missa Septimi Toni

### Cruft, Adrian Francis(1921–1987)
- Mass for St. Michael „A short service of Holy Communio“ (op. 40)
- Little organ mass (op. 40a)
- Lutheran mass (op. 64)

## D

### David, Johann Nepomuk(1895–1977)
- Deutsche Messe (op. 42, 1952)
- Missa choralis de Angelis (op. 43, 1953)
- Requiem chorale (op. 48, 1956)
- Messe (op. 67, 1968)

### Desprez, Josquin (um 1457/58–1521)
- siehe: Josquin Desprez

### Diabelli, Anton(1781–1858)
- Messe in Es-Dur (op. 107, 1817)
- Pastoralmesse in F-Dur (op. 147, 1830)
- Missa in F ("Orgelsolomesse")
- Messe in C für dreistimmigen Chor SAB, 2 Trompeten, 2 Violinen und Generalbass
- Messe in B-Dur mit Offertorium Jubilate Deo für dreistimmigen Chor SAB, 2 Violinen und Generalbass
- Messe in G-Dur

### Distler, Hugo(1908–1942)
- Deutsche Choral-Messe (op. 3, 1932)

### Ditters von Dittersdorf, Karl(1739–1799)
- Requiem in c-Moll

### Divitis, Antonius(zwischen 1470 und 1475 – um 1526)
- Missa „Gaude Barbara“ zu vier Stimmen (nach einer Motette von Jean Mouton)
- Missa „Quem dicunt homines“ zu vier Stimmen (nach einer Motette von Jean Richafort)
- Missa super „Si dedero“ zu vier Stimmen (nach der Liedmotette von Alexander Agricola oder Johannes Ghiselin)
- Credo zu sechs Stimmen
- „Pleni sunt coeli“ zu drei Stimmen

### Donberger, Georg(1709–1768)
- über 50 Messen (davon 38 überliefert; einige Messen wurden Donberger fälschlich zugeschrieben), darunter
  - Missa Dominus fortitudo mea in e-Moll (1750)

### Donizetti, Gaetano(1797–1848)
- Missa di Gloria e Credo
- Messa di Requiem

### Doppelbauer, Josef Friedrich(1918–1989)
- Deutsches Ordinarium

### Dopper, Cornelis(1870–1939)
- Requiem (1935)

### Draeseke, Felix(1835–1913)
- Requiem in h-Moll (op. 22, 1883)
- Große Messe in fis-Moll (op. 60, 1890)
- Große Messe in a-Moll (op. 85, 1908–1909)
- Requiem in e-Moll (WoO 35, 1909–1910)

### Dreyer, Johann Melchior(1747–1824)
- Missa in Es (1802)

### Dubois, Théodore(1837–1924)
verschiedene Messen, darunter
- Messe in F-Dur für gemischten Chor und Orgel

### Dufay, Guillaume(um 1400–1474)
- neun vollständige Messen, davon zwei verschollen
- neun Messe-Satzpaare (Kyrie-Gloria, Gloria-Credo, Sanctus-Agnus und andere)
- 19 Messe-Einzelsätze (Kyrie, Gloria)

### Dunstable, John(um 1390–1453)
- verschiedene Vertonungen von einzelnen Messteilen
- Missa „Rex seculorum“
- Missa „Da gaudiorum premia“

### Dupuy, Bernard Aymable (1707–1789)
- Messe (1744)

### Duruflé, Maurice(1902–1986)
- Requiem (op. 9)
- Cum Jubilo (op. 11)

### Dvořák, Antonín(1841–1904)
- Messe in B-Dur (B 2, 1859)
- Messe in D-Dur (Orgelfassung: B 153, 1887; Orchesterfassung: B 175, 1892)
- Requiem (B 165, 1890)
- Messe in f-Moll (B 806, 1857–1869)

## E

### Eben, Petr(1929–2007)
- Missa adventus et quadragesimae (1952)
- Ordinarium missae (1966)
- Truverska mse (1968–1969)
- Missa cum populo (1982)

### Ebenhöh, Horst(1930–2022)
- Missa sine organis (op. 7, 1961)
- Lateinische Messe (op. 8, 1962)
- Musik zur Messe (op. 60 Nr. 1, 1982)
- Harmonische Messe „Ordinat ohne Credo“ (op. 60 Nr. 2, 1987)
- Harmonische Messe „Ostersonntags-Proprium“ (op. 60 Nr. 3, 1987)
- Harmonische Messe „Weihnachts-Proprium“ (op. 60 Nr. 4, 1989)
- Harmonische Messe „Credo“ (op. 60 Nr. 5, 1990)
- Linzer Messe (op. 68, 1986)
- Sängerknabenmesse (op. 83 Nr. 1, 1995)
- Loibner Messe (op. 83 Nr. 2, 1996)
- Missa a cappella (op. 83 Nr. 3, 1998)

### Eberlin, Johann Ernst(1702–1762)
- Messe in C-Dur
- Requiem in C-Dur
- Messe in a-Moll
- Missa di San Giuseppe

### Eberwein, Traugott Maximilian(1775–1831)
- Messe in As-Dur (op. 87)

### Einem, Gottfried von(1918–1996)
- Missa Claravallensis (op. 83, 1988)
- Tier-Requiem (op. 104, 1996)

### Eisler, Hanns(1898–1962)
- Requiem „Lenin“

### Elsner, Joseph(1766–1854)
- 26 Messen (ca. 1802–1842)

### Erb, Marie-Joseph (1858–1944)
- Missa solemnis in honorem Sancti Joanne Baptistae (op. 78)
- Missa in honorem Sancti Leonis IX (op. 85)
- Missa Dona nobis pacem (op. 89)

### Escaich, Thierry(* 1965)
- Grande messe solennelle (1994)
- Messe romane (2014)

### Escobar, Pedro de(um 1465 – nach 1535)
- Missa in Grenada
- Missa pro defunctis

### Ett, Caspar(1788–1847)
- Missa quadragesimalis
- Missa Laetare Jerusalem (achtstimmig mit 4 Trompeten und 4 Posaunen)

### Eybler, Joseph(1765–1846)
- Requiem

## F

### Farinelli, Giuseppe(1769–1836)
- Messa in re a 4 voci
- Messa in re a 5 voci
- Messa a 2 e 3 voci
- Messa pastorale a 4 voci
- Messa pastorale in sol a 2 voci

### Fasch, Johann Friedrich(1688–1758)
- Missa Brevis (B-Dur) à 4 voci

### Fauré, Gabriel(1845–1924)
- Requiem (op. 48)
- Messe basse

### Fayrfax, Robert(1464–1521)
- Missa Albanus
- Missa tectum principium
- O bone Ihesu
- O quam glorifica
- Regali ex progenie

### Feller, Harald(* 1951)
- "missa canonica"
- "Feldafinger Messe"
- "missa a 3
- "Missa in Nativitate"
- "messe bréve

### Fesch, Willem de(1687–1761)
- Missa Paschalis (1730)

### Févin, Antoine de(um 1470–1511/12)
- Missa „Ave Maria“
- Missa de feria
- Missa „Mente tota tibi supplicamus“ (nach der Quinta Pars der Motette „Vultum tuum“ von Josquin Desprez)
- Missa parva („ad placitum“, mit Responsorium „Adoramus te“ zwischen Osanna und Benedictus)
- Missa „Sanctorum meritis“
- Missa „Salva sancte parens“ (de beata virgine)

### Filke, Max(1855–1911)
zahlreiche Messen, darunter
- "Missa in honorem beatae Mariae virginis" op.47
- Missa solemnis e-Moll op.55
- Messe G-Dur "Missa in honorem Sti. Caroli Borromaei" op. 80
- Messe D-Dur für Chor SATB und Orgel op. 90
- Missa Solemnis D-Dur op. 106
- Messe in F-Dur

### Finck, Heinrich(1444/45–1527)
- Missa zu drei Stimmen
- Missa dominicalis zu vier Stimmen
- Missa ferialis zu vier Stimmen (Zuweisung an Heinrich Finck noch unsicher)
- Missa „Ave praeclara“ zu fünf bis sechs Stimmen
- Missa in summis zu sechs bis sieben Stimmen
- Kyrie und Gloria paschalis, Fragment, nur Tenor überliefert
- Kyrie paschale (1) zu vier Stimmen
- Kyrie paschale (2) zu vier Stimmen

### Finzi, Gerald(1901–1956)
- Requiem da camera (1924)

### Fischer, Johann Caspar Ferdinand(1662–1746)
- Missa Sanctae crucis (g-Moll), 8-st., Instr.
- Missa Sancti Dominici (d-Moll), SATB, Instr.
- Missa magnae expectationis (C-dur), 4-st., Instr.
- Missa inventionis Sanctae Crucis (d-Moll), SATB, Instr.
- Missa Sancti Michaelis archangeli (C-Dur), SSATB, Instr.
- Missa Sanctae Caeciliae (B-Dur), SSATB, Instr.
- Missa Sancti Spiritus (c-Moll), 4-st., Instr.
- Missa in contrapuncto (d-Moll), 4-st., Org.

### Florentz, Jean-Louis(1947–2004)
- Requiem de la Vierge (op. 7)

### Flury, Urs Joseph(* 1941)
- Thomasmesse (1962)
- Messe (1963)
- Deutsche Festmesse (1979–1980)

### Foulds, John(1880–1939)
- A world requiem (op. 60)

### Francaix, Jean(1912–1997)
- Messe de Mariage (1986)

### Franck, César(1822–1890)
- Missa solenelle (FWV 59, 1858)
- Messe à troi voix in A-Dur (FWV 61, 1860)

### Frauenberger, Ernest (1769–1840)
- Missa à 3 voci (1791)

### Frenzel, Franz Xaver(* 1945)
- Deutsche Messe
- Missa Refugium nobis
- Missa brevis

### Führer, Robert Johann Nepomuk(1807–1861)
- Caecilienmesse (op. 200)
- Messe in C-Dur „Du sollst den Feiertag heiligen“ (op. 264)
- Messe in Es-Dur

### Fulda, Adam von (um 1445–1505)
- siehe: Adam von Fulda

### Funke, Michael C. (* 1965)
- Missa in Nativitate Domini (2011) für gemischten Chor und Orgel
- Missa mundi (1995) für Gemeinde, gemischten Chor und Orgel
- Missa brevis zu Ehren der hl. Hedwig (1987) für Singstimme (Schola) und Orgel

### Furgeri, Biancamaria (* 1935)
- Messe (op. 9, 1973)

### Fux, Johann Joseph(1660–1741)
u. a. 50 Messen und 3 Requiems, darunter
- Missa Corporis Christi
- Missa Precum

## G

### Gabrieli, Andrea(um 1510–1586)
- Missa Apostolorum
- Missa Pater peccavi
- Missa brevis

### Gänsbacher, Johann(1778–1844)
- Missa in Es-Dur „Pro Bozen“
- Missa No. 5 in C-Dur „Pro Kaltern“
- Messe No. 2 in C-Dur
- Festmesse in D-Dur
- Messe in B-Dur op. 32
- Großes Requiem in Es-Dur op. 15

### Gallus, Jacobus(eigentlich Jacob Handl; 1550–1591)
- Missa ad imitationem Pater noster
- Missa canonica a 8
- Missa quattuor vocum omissis pausis, servatis pausis octo vocum  S
- Missa super Im Mayen
- Missa super Transeunte Domino
- Missa Un gay bergier

### Galuppi, Baldassare(1706–1785)
- Missa in C

### Gardelli, Lamberto(1915–1998)
- Missa da Requiem (1990)
- Requiem (1997)

### Gattermeyer, Heinrich(1923–2018)
- Missa St. Barbara

### Gatti, Luigi(1740–1817)
- 20 Messen, darunter
  - Messe in A-Dur Schöpfungsmesse (ca. 1805) (unter Verwendung von Melodien von Joseph Haydns Oratorium Die Schöpfung)
- 1 Requiem

### Gentemann, Mary Elaine(1909–2008)
- Mass in Honor of Blessed Martin de Porres (1945)
- Mass for Two or Four Voices mit Orgelbegleitung
- Mass for Treble Voices mit Orgelbegleitung

### Genzmer, Harald(1909–2007)
- Messe in E für Sopran-, Alt- und Baritonsolo, Chor und Orchester (1953)
- Ostermesse für Sopran- und Baritonsolo, Chor und Orchester (1961)
- Deutsche Messe für gemischten Chor und Orgel (1973)

### Gilles, Jean(1668–1705)
- Requiem

### Giroust, François(1737–1799)
- Messe du Sacre de Louis XVI

### Giulini, Johann Andreas Joseph(1723–1772)
- verschiedene Messen, davon vier erhalten[1]

### Glaus, Daniel(* 1957)
- Miserere mihi

### Gleißner, Franz(1761–1818)
- Requiem auf den Tod von Maximilian III. Joseph (1778) (verschollen)
- Requiem für 4 Stimmen, Orchester und Orgel
- ca. 30 Messen, darunter
  - 2 deutsche Messen
  - 4 Missae solemnes
  - 1 Missa solemnis et brevis

### Goller, Vinzenz(1873–1953)
- Missa in honorem S. Vincentii Ferrerii (op. 7)
- Requiem (op. 10)
- Requiem (op. 10b)
- Missa in honorem B.M.V. de Loreto (op. 25)
- Leichtes Requiem (op. 27)
- Missa Brevis in honorem S. Aloisii Gonzagae (op. 34)
- Missa in honorem S. Clementis M. Hofbauer Apostoli Vindobonensis (op. 66)
- Klosterneuburger Messe
- Ordinarium Missae I (op. 79) für vierstimmigen gemischten Chor und Orgel mit Streichquintett ad lib. 1918 Regensburg
- Ordinarium Missae II (op. 81) für Kantor, gemischten Chor und Orgel mit 2 Tromp. und 2 Pos. ad lib. 1921 Regensburg
- Leopold-Messe (Gotteslob Nr. 137 ff.)

### Gombert, Nicolas(um 1495 – um 1560)
- Missa „Quam pulchra es“ zu sechs Stimmen (1532)
- Missa „Da pacem“ zu vier Stimmen (1532)
- Missa „Sancta Maria succurre miseris“ zu vier Stimmen (1540)
- Missa „Media vita“ zu fünf Stimmen (1542)
- Missa „Sur tous regretz“ zu fünf Stimmen (vielleicht zur Krönung Karls V. zum Kaiser am 24. Februar 1530 in der Kirche San Petronio zu Bologna, im Druck 1542 mit dem Titel „A la Incoronation“)
- Missa „Philomena praevia“ zu fünf Stimmen (1542)
- Missa „Dulcis amica“ (1556)
- Missa „Je suis desheritée“ zu vier Stimmen (1557)
- Missa „Beati omnes“ zu vier Stimmen
- Missa tempore paschali zu sechs Stimmen
- Credo zu acht Stimmen

### Gomes, António Carlos(1836–1896)
- Missa de Nossa Senhora da Conceição

### Gossec, François-Joseph(1734–1829)
- Missa pro defunctis „Grande messe des morts“ (1760)
- Dernière Messe de Vivants (1813)

### Gounod, Charles(1818–1893)
- Première Messe Solennelle à grand orchestre g-Moll CG 54 (1839, unveröffentlicht)
- Messe à grand orchestre a-Moll CG 55 (1840)
- Vokalmesse pour la fête de l’Annonciation c-Moll CG 63 (1843)
- Messe [Nr. 1] As-Dur CG 64 (1844)
- Messe brève C-Dur CG 65 (1845) – Bearbeitung:
  - Messe Nr. 5 aux séminaires C-Dur CG 65a (1871)
- Messe brève et salut Nr. 1 op. 1 c-Moll CG 66 (1846)
- Messe für Männerchor Nr. 2 ohne Gloria C-Dur, a cappella CG 67 (1845)
- Messe für Männerchor Nr. 3 ohne Gloria a-Moll, a cappella CG 68 (1845)
- Messe à 5 voix libres Es-Dur CG 69 (1848)
- Messe c-Moll (Messe Nr. 1 aux Orphéonistes) CG 70 (1853)
- Messe solennelle en l’honneur de Sainte-Cécile G-Dur „Cäcilienmesse“ CG 56 (1855)
- Messe Nr. 2 aux sociétés chorales G-Dur CG 71 (1862) – Bearbeitungen:
  - Messe Nr. 3 aux communautés religieuses G-Dur CG 71a (1882)
  - Messe brève no. 6 aux cathédrales G-Dur CG 71b (um 1890)
- Messe à la Congrégation des dames auxiliatrices de l’Immaculée Conception C-Dur CG 72 (1876) – Bearbeitung:
  - Messe brève Nr. 7 aux chapelles C-Dur CG 72b (um 1890)
- Messe brève pour les morts F-Dur (Requiem) CG 78 (1872–1873)
- Missa angeli custodes C-Dur CG 73 (1873)
- Messe de Sacré-Coeur de Jésus C-Dur CG 58 (1876)
- Messe funèbre F-Dur CG 79 (1876)
- Messe solennelle Nr. 3 de Pâques Es-Dur CG 59 (1882)
- Messe à la mémoire de Jeanne d’Arc F-Dur CG 74 (1887)
- Messe chorale Nr. 4 sur l’intonation de la liturgie catholique g-Moll CG 60 (1888)
- Messe de St. Jean, d’après le chant grégorien C-Dur CG 61 (1888)
- Messe dite de Clovis, d’après de chant grégorien C-Dur CG 62 (1890)
- Requiem C-Dur CG 80 (1891/95)

### Grau, Theodor(1888–1957)
- Requiem op. 10
- Deutsche Kommunion-Messe op. 30a
- Eucharistische Singmesse op. 30b
- Franziskus-Messe op. 45
- Muttergottesmesse op. 51
- Requiem op. 52
- St. Gabrielsmesse op. 58
- Missa brevis II de Requiem op. 60
- Deutsche Marienmesse op. 66

### Grell, August Eduard(1800–1886)
- Kurze und leicht ausführbare Messe op. 69 für SATB a cappella (Soli oder Halbchor ad lib.)
- Missa Solemnis für 16-stimmigen Chor a cappella

### Gretschaninoff, Alexander(1864–1956)
- Missa Oecumenica (op. 142, 1939)
- Missa Festiva (op. 154, 1937)
- Messe (op. 165, 1939)
- Missa "Et in Terra Pax" (op. 166, 1942)
- Missa Sancti Spiritus (op. 169, 1943)

### Griesbacher, Peter(1864–1933)
- Missa Iam sol recedit op. 1
- Passauer Dommesse, auch Missa angelica in honorem S.S. Angelorum genannt, op. 17a (1898)[2]
- Missa Mater admirabilis op. 86
- Missa in honorem Sancti Gregorii (II vocum inaequalium com. Organo) op. 90
- Missa in honorem Sancti Godehardi op. 100 (1905)
- Missa Stella maris op. 141
- Missa in honorem Sancti Francisci de Assisi op. 217 für gemischen Chor und Orgel oder Instrumente (1921, komponiert anlässlich des 700. Jubiläums der Gründung des Dritten Ordens)
- Missa Americana op. 235
- Missa in honorem Sancti Josephi

### Grössler, Ralf (* 1958)
- Missa parvulorum Dei (Gospelmesse) (1989)

### Gruber, Jakob(1855–1908)
- Messe in h-Moll op. 28
- Messe in F-Dur op. 29
- Missa in A dur für Sopran, Alt, Tenor u. Bass, op. 30

### Gruber, Josef(1855–1933)
- 1. Sonntagsmesse (St.-Anna-Messe)
- St.-Petrus-Messe

### Grueber, Benno(1759–1796)
- Missa brevis in C-Dur
- Missa pastoritia in C-Dur für Soli, Chor, Orchester und Orgel (vor 1783)
- Missa C-Dur
- Missa solemnis in a-Moll für Soli, Chor und Orchester
- Missa in D-Dur
- Missa pastoritia in F-Dur
- Missa solemnis in F-Dur
- Missa solemnis et brevis in G-Dur
- Missa solemnis mediocris longa in g-Moll
- Missa in G-Dur
- Missa pastoritia in A-Dur
- Missa in A-Dur
- Missa tum brevis cum solemnis in B-Dur

### Grünberger, Theodor(1756–1820)
- sechs lateinische und zwei deutsche Messen

### Guerrero, Francisco(1528–1599)
- Missa de la Battala Escoutez
- Puer Natus Est
- Requiem

### Guillaume de Machaut(um 1300/05–1377)
- Messe de Nostre Dame (um 1360)

### Guilmant, Alexandre(1837–1911)
- Messe Nr. 1 op. 6
- Messe Nr. 2 op. 9 (brève)
- Messe Nr. 3 op. 11 (solemnelle)

## H

### Haan, Jacob de(* 1959)
- Missa Brevis für Chor und Blasorchester (2003)
- Missa Katharina für Chor und Blasorchester (2007) (Ordinarium zuzüglich Preludium, Alleluja, Interludium, Amen und Postludium)
- Gospel Mass
- Missa Santa Cecilia

### Haas, Josef(1879–1960)
- Deutsche Weihnachtsmesse (op. 105)

### Haazen, Guido (1921–2004)
- Missa Luba (1957)

### Habermann, Franz Johann Xaver Wenzel Habermann, tschechisch auch:František Václav Habermann(1706–1783)
- Sechs Messen (op. 1) (1747), darunter
  - Missa sancti Wenceslai martyris

### Habert, Johannes Evangelista(1833–1896)
- Messe in C-Dur „Exultet iam angelica turba coelorum“ (op. 14)

### Haller, Michael(1840–1915)
- Missa secunda, op. 5, für Sopran, Alt, Bariton und Orgel.
- Missa tertia, op. 7a, für zwei gleiche Singstimmen und Orgel
- Missa quinta, op. 9, Requiem für zwei gleiche Singstimmen und Orgel
- Missa sexta, op. 13, für Sopran, Alt, Tenor, Bass
- Missa undecima in honorem Sancti Henrici imperatoris (5-stimmig), op. 24
- Missa solemnis zu sechs Stimmen
- Missa sexta decima, op. 62
- Missa septima decima in honorem Beatae Mariae Virginis ad veterem capellam Ratisbonae (5-stimmig), op. 65
- Missa, op. 92 zu acht Stimmen

### Hamerik, Asger(1843–1923)
- Requiem (op. 34)

### Hammel, Stefan(1756–1830)
- deutsche Messe
- Orchestermesse in D-Dur
- Orchestermesse in Es-Dur

### Hammerschmidt, Andreas(1611–1675)
- 16 Messen (nur Kyrie und Gloria, als Missae breves, 5-12st.), 1663

### Haselböck, Hans(1928–2021)
- Deutsches Ordinarium (Salzburger Messe)

### Hasse, Johann Adolph(1699–1783)
- Requiem in Es-Dur
- Messe in a-moll
- Messe in d-moll (1751)
- 3 Missae ultimae (Venedig 1779–1783)
  - Messe in Es-Dur (1779) – Wiederaufführung in Dresden 1999 (Konzert)
  - Messe in D-Dur (1780) – Wiederaufführung in Dresden Ostern 2006 und Weihnachten 2015 (Hofkirche)
  - Messe in g-moll (1783) – Wiederaufführung in Dresden 1983 (Konzert)

### Haßler, Hans Leo(1564–1612)
- Missa super „Dixit Maria“ 4 voc.
- Missa secunda 4 voc.
- Missa tertia 4 voc.
- Missa super„Verba mea“ 5 voc.
- Missa super „Ecce quam bonum“ 5 voc.
- Missa super „Come fuggir“ 6 voc.
- Missa super „Quem in caelo“ 6 voc.
- Missa octo vocum

### Haydn, Joseph(1732–1809)
- Missa brevis F-Dur „Jugendmesse“ (Hob. XXII: 1, 1750)
- Missa „Sunt bona mixta malis“ (Hob. XXII: 2, 1768, Fragment)
- Missa „Rorate coeli desuper“ in G-Dur (Hob. XXII: 3, 1749 oder 1750)
- Missa in honorem Beatissimae Virginis Mariae in Es-Dur „Große Orgelsolomesse“ (Hob. XXII: 4, 1766)
- Missa Cellensis in honorem Beatissimae Virginis Mariae in C-Dur „Cäcilienmesse“ (Hob. XXII: 5, 1766)
- Missa Sancti Nicolai in G-Dur „Nikolaimesse“ (Hob. XXII: 6, 1772)
- Missa brevis Sancti Johannis de Deo in B-Dur „Kleine Orgelsolomesse“ (Hob. XXII: 7, 1778)
- Missa Cellensis in C-Dur „Mariazellermesse“ (Hob. XXII: 8, 1782)
- Missa in tempore belli in C-Dur „Paukenmesse“ (Hob. XXII: 9, 1796)
- Missa Sancti Bernardi de Offida in B-Dur „Heiligmesse“ (Hob. XXII: 10, 1796)
- Missa in angustiis in d-Moll „Nelsonmesse“ (Hob. XXII: 11, 1798)
- Messe in B-Dur „Theresienmesse“ (Hob. XXII: 12, 1799)
- Messe in B-Dur „Schöpfungsmesse“ (Hob. XXII: 13, 1801)
- Messe in B-Dur „Harmoniemesse“ (Hob. XXII: 14, 1802)

### Haydn, Michael(1737–1806)
- Missa in honorem Sanctissimae Trinitatis, MH 1
- Missa Sanctae Cyrilli et Methodii, MH 13
- Missa Beatissimae Virginis Mariae, MH 15 (Perger deest)
- Missa in honorem Sancti Josephi, MH 16
- Missa Sancti Gabrielis, MH 17
- Messe C-Dur, MH 42
- Missa Sancti Francisci Seraphici (1a), MH 43
- Messe C-Dur, MH 44 (Perger deest)
- Missa Sanctae Crucis, MH 56
- Missa dolorum Beatae Virginis Mariae, MH 57 (= identisch mit MH 552)
- Missa Sancti Raphaelis, MH 87
- Missa Sancti Nicolai Tolentini, MH 109/MH 154
- Missa Sancti Francisci Seraphici (1b), MH 119
- Missa pro defuncto Archiepiscopo Sigismundo („Schrattenbach-Requiem“), in c-Moll, MH 155
- Missa Sancti Joannis Nepomuceni, MH 182
- Missa Sancti Hieronymi, Oboenmesse, MH 254
- Missa Sancti Aloysii, MH 257
- Missa in Honorem St. Ruperti (Jubiläumsmesse) in C-Dur, MH 322
- Missa in honorem Sancti Dominici (Missa della Beneficenza) in C-Dur, MH 419 (1786)
- Missa Hispanica (Missa a due cori), MH 422
- Missa in honorem Sancti Gotthardi (Missa Admontis), MH 530
- Missa in honorem Sanctae Ursulae (Chiemseemesse), MH 546
- Missa pro Quadragesima, MH 551
- Missa Quadragesimalis, MH 552 (a-Moll)
- Missa Tempore Quadragesimae et Adventus, MH 553
- Missa pro defunctis, Requiem in c-Moll, MH 559 (Perger deest) / scripsit Georg Pasterwitz (1730–1803)!
- Deutsches Hochamt „Hier liegt vor deiner Majestät“, MH 536
- Deutsches Hochamt „Hier liegt vor deiner Majestät“ („Haydn-Messe“), MH 560
- Deutsches Hochamt, MH 602
- Deutsches Hochamt, MH 642
- Missa sub titulo Sanctae Theresiae, MH 797 (MH 796 ohne Gloriafuge)
- Missa sub titulo Sancti Francisci Seraphici, MH 826
- Missa sub titulo Sancti Leopoldi in festo Innocentium, MH 837
- Missa pro defunctis, Requiem in B-Dur (unvollendet), MH 838

### Hayne, Gilles Henri(1590–1650)
- Messe de Requiem pour Marie de Medicis

### Heichlinger, Andreas(1746–1809)
- Missa Solemnis Sancti Andreae

### Heiller, Anton(1923–1979)
- Messe in mixolydisch g für gemischten Chor a cappella (1944)
- Requiem für dreistimmigen gemischten Chor a cappella (1946)
- Messe in lydisch f für vierstimmigen gemischten Chor und Orgel (1948)
- Missa in nocte für zweistimmigen Oberchor und Orgel (1948)
- Missa brevis in C für gemischten Chor a cappella (1951)
- Missa super „Erhalt uns, Herr, bei deinem Wort“ für Frauen- oder Knabenchor a cappella (1953)
- Missa super „Salve regina“ et „Vater unser im Himmelreich“ für dreistimmigen Oberchor (1957)
- Missa super modos duodecimales für gemischten Chor und sieben Instrumente (1960)
- Kleine Messe über Zwölftonmodelle für gemischten Chor a cappella (1961)
- Deutsches Ordinarium für gemischten Chor und Orgel oder Orchester (1965)
- English Mass, for mixed choir, congregation and organ (1965)
- Kleine deutsche Messe für Oberchor und Orgel (1975)

### Heinen, Jeannot(1937–2009)
- Missa per organo (op. 10b)

### Heinichen, Johann David(1683–1729)
- Messe in D-Dur
- Messe in D-Dur
- Messe in D-Dur
- Requiem

### Heiß, Christian(* 1967)
- Missa Buccinata für Chor und Bläser im alten Stil (2003)
- Messa piccola für gemischten Chor, Tenor ad libitum und Orgel (2009)
- Missa pro pace für Chor und Bläser (2 Trompeten, 2 Posaunen) oder Orgel (2012)
- Missa Spes mundi (2020)
- Missa Ego sum panis vivus für gemischten Chor und Orgel oder Bläser (2022)

### Hellinghausen, Sven(* 1975)
- Franziskusmesse (2017)[3]

### Hengstmann, Sebastian(* 1978)
- Missa brevis (2004)

### Herzogenberg, Heinrich von(1843–1900)
- Requiem in c-Moll (op. 72)
- Messe in e-Moll (op. 87)

### Hessenberg, Kurt(1908–1994)
- Messe (op. 113, 1981/82)

### Hilber, Johann Baptist (1891–1973)
- Missa Pro Patria
- Missa "Vox clamantis in deserto" (1960)
- Messe zu Ehren des heiligen Niklaus von Flüe
- Messe zu Ehren Franz von Assisi

### Hindemith, Paul(1895–1963)
- Messe (1963)

### Hochreither, Joseph Balthasar(1669–1731)
- Missa ad multos annos (1705, zur Benediktion Maximilian Pagls)
- Missa Genethliaca (1705)
- Missa festa Jubilus sacer (1731)

### Hoffmann, E. T. A.(1776–1822)
- Messa d-Moll (AV 18, 1803–1805)

### Hofmann, Wolfgang(1922–2003)
- Ad III. Missam in die navitatis Domini (H 54C)
- Requiem (H 71C)
- Zwölf Apostel Messe (H 78H)
- Missa con tromba (H 98B)

### Höller, Karl(1907–1987)
- Missa brevis (op. 3, 1929)
- Missa pro defunctis (op. 14, 1931)

### Holzbauer, Ignaz(1711–1783)
26 Messen, darunter
- Messe in C-Dur

### Holzmann, Joseph Alois(1762–1815)
- Pastoralmesse (ca. 1800)

### Horák, Václav Emanuel(1800–1871)
12 Messen und 1 Requiem, darunter
- Missa in C
- Missa Quinta in B
- Missa in G "Pastoralmesse"

### Hörmann, Johann Heinrich(1694–1763)
- Messensammlung Alauda coelestis mit 6 Messen (Augsburg, 1750)

### Howells, Herbert(1892–1983)
- Mass in the Dorian Mode (1912)
- Requiem für SATB a cappella (1932)
- Missa Sabrinensis (1954)
- An English Mass (1955)
- Missa Aedis Christi für SATB (1958)
- Coventry Mass für SATB und Orgel (1968)

### Huber, Heinrich(1879–1916)
- 6 Messordinarien:
  - Missa in hon. Beatae Mariae Virginis (F-Dur) für vierstimmigen gemischten Chor; op. 1 (1910)
  - Missa „Ave verum corpus“ (D-Dur) für vierstimmigen gemischten Chor; op. 4 (1912) (Alternativfassung für Chor und Bläserensemble oder Orgel[4])
  - Missa in hon. St. Familiae (F-Dur) für vierstimmigen Männerchor; op. 6 (1912)
  - Schutzengel-Messe (F-Dur) für dreistimmigen gemischten Chor und Orgel oder Harmonium; op. 7 (1912)
  - Missa „Salve Regina Pacis!“ (Friedensmesse) (g-Moll) für vierstimmigen gemischten Chor und Orgel; op. 25 (1916)
  - Messe in As-Dur für dreistimmigen Frauenchor und Orgel; op. 26 (o. J.)
- 2 Requiems:
  - Requiem in e-Moll für vierstimmigen gemischten Chor und Orgel; op. 5 (1913)
  - Requiem in c-Moll für vierstimmigen gemischten Chor und Orgel; op. 21 (1916)

### Huber, Paul(1918–2001)
- Messe in c-Moll (op. 28, 1953)
- Requiem (op. 32, 1956)
- Ein deutsches Amt (1965)
- Kleine Sonnenmesse (1977)

### Hummel, Bertold(1925–2002)
- Missa brevis (op. 5a / 1951)
- Missa cantabo domino (op. 16 / 1958)
- Missa brevis (op. 18 / 1957)
- Würzburger Dommesse (op. 31 / 1967)
- Missa laudate pueri (op. 98b / 1996/2002)

### Hummel, Johann Nepomuk(1778–1837)
- Messe (op. 77)
- Messe „Große Messe“ (op. 80)
- Messe (op. 111)
- Messe in d-Moll (WoO 13)

### Husen, Raimund van (1908–1989)
- Missa brevis in honorem Sancti Bernardi

## I

### Ireland, John(1879–1962)
- Missa Brevis/Missa Sancti Stephani (1940)

### Isaac, Heinrich(um 1450–1517)
- Missa „Argentum et aurum“ zu vier Stimmen
- Missa „Chargé de deul“ zu vier Stimmen (vor 1485)
- Missa „Comme femme desconfortée“ zu vier Stimmen
- Missa „Coment poit avoir joie“ („Wohlauff gut Gsell von hinnen“) zu vier Stimmen
- Missa „Coment poit avoir joie“ („Wohlauff, gut Gsell von hinnen“) zu sechs Stimmen
- Missa de Apostolis (Magne Deus) zu vier Stimmen
- Missa de Apostolis zu fünf Stimmen
- Missa de Apostolis zu vier Stimmen
- Missa de beata virgine zu vier Stimmen
- Missa de beata virgine (I) zu fünf Stimmen
- Missa de beate virgine (II) zu fünf Stimmen
- Missa de beate virgine zu sechs Stimmen
- Missa de confessoribus zu vier Stimmen
- Missa de confessoribus zu fünf Stimmen
- Missa de martyribus zu vier Stimmen
- Missa de martyribus zu fünf Stimmen
- Missa de virginibus zu fünf Stimmen
- Missa „Een vrolic wesenn“ zu vier Stimmen
- Missa „Et trop penser“ zu vier Stimmen
- Missa ferialis zu vier Stimmen (nur Kyrie, Sanctus u. Agnus Dei)
- Missa „La mi la sol / O Praeclara“ zu vier Stimmen
- Missa „La Spagna“ zu vier Stimmen (de Bassadanze, Castila)
- Missa „Misericordias Domini“ zu vier Stimmen
- Missa paschalis zu 4 Stimmen
- Missa paschalis ad organum zu vier Stimmen
- Missa paschalis zu fünf Stimmen
- Missa paschalis zu sechs Stimmen
- Missa „Quant j’ay au cueur“ zu vier Stimmen
- Missa „Salva nos“ zu vier Stimmen
- Missa solemnis zu vier Stimmen
- Missa solemnis zu fünf Stimmen
- Missa solemnis zu sechs Stimmen
- Missa „T’meiskin was jonck“ zu vier Stimmen
- Missa „Une Musque de Biscaye“ zu vier Stimmen
- Missa „Virgo prudentissima“ zu sechs Stimmen
- Gloria zu vier Stimmen
- 13 selbständige Credo-Sätze zu je vier Stimmen
- Sanctus „Fortuna desperata“ zu vier Stimmen

### Ivančić, Amando(1727–1758)
- 21 Messen

## J

### Janáček, Leoš(1854–1928)
- Messe in Es-Dur (1907/08)
- Glagolská mše (Glagolitische Messe; 1926/27)

### Janacconi, Giuseppe (1741–1816)
- Missa brevis

### Jenkins, Karl(* 1944)
- The Armed Man: A Mass for Peace (2000)
- Requiem (2005)

### Jenny, Albert(1912–1992)
- Messe für 4st. gem. Chor a cappella, 1935
- Missa Dorica, 1938, für 3 Männerstimmen (Tenor, Bariton, Bass) und Orgel
- Missa Brevis, 1939, für vereinigte Ober- und Unterstimmen (Sopran-Tenor und Alt-Bass) und Orgel
- Karl Borromaeus-Messe, 1945, für 4st. gem. Chor und Orgel
- St. Nikolaus-Messe, 1946, für gem. Chor a cappella
- Einsiedler Festmesse, 1948, für Soli, 4st. gem. Chor und Orgel
- Proprium SS. Trinitatis, 1955, für 4st. gem. Chor a cappella
- Proprium vom 4. Sonntag nach Pfingsten, 1957, für 4st. gem. Chor und Orge1
- Franziskus-Messe, 1961, für Soli (Sopran, Bass), 4st. gem. Chor, Streichorchester und Orgel
- Missa octava-Lateinische Messe, 1966, für Sopransolo, gem. Chor & Orgel
- Sechste Liedreihe für Gemeindegesang, Chorsänger & Chor, 1966
- Neunte Liedreihe für Gemeindegesang im Wechsel mit Vorsänger und Chor, 1967
- Fünfte Liedreihe für Gemeindegesang und Chor, 1969
- Deutsches Proprium, 1969, für 4st. gem. Chor, Bläser und Orgel
- Deutsche Messe, 1971, für Kantor, 4st. gem. Chor und Orgel

### Jommelli, Niccolò(1714–1774)
- Kyrie, Gloria F-Dur; 1745, Venedig, Incurabili
- Credo D-Dur; um 1745, Venedig, Incurabili
- Missa pro defunctis Es-Dur; Februar 1756, für die Herzogin von Württemberg
- Missa solemnis D-Dur; 1766, Stuttgart
- Missa D-Dur (Credo, Sanctus und Agnus Dei sind Bearbeitungen aus der Missa solemnis von 1766); 1769 Neapel

### Jones, Robert(* 1945)
- Missa brevis in C (2013)
- Missa brevis in D (2014)
- Pastoralmesse für SATB und Orgel (Streicher ad lib.) (2016)

### Josephs, Wilfred(1927–1997)
- Requiem (op. 39)

### Josquin Desprez(um 1457/58–1521)
- Missa ad fugam
- Missa Ave maris stella (Rom, 1486–1495)
- Missa de beata virgine
- Missa di dadi
- Missa D’ung aultre amer (Mailand, 1483/85)
- Missa Faisant regretz
- Missa Fortuna desperata
- Missa Gaudeamus
- Missa Hercules Dux Ferrariae (Ferrara, 1503/04)
- Missa La sol fa re mi
- Missa L’ami baudichon
- Missa L’homme armé sexti toni
- Missa L’homme armé super voces musicales
- Missa Malheur me bat
- Missa Mater patris
- Missa Pange lingua (Condé, nach 1514)
- Missa sine nomine
- Missa Une Mousse de biscaya.
- Missa da pacem (stammt sehr wahrscheinlich nicht von Josquin)

siehe auch Messen von Josquin Desprez

### Juncà, Francesc (1742–1833)
- Messe in A-Dur

## K

### Kabalewsky, Dimitri Borisovich(1904–1987)
- Requiem nach R. Roshdestwenski (Op. 72, 1962/63) in F-Dur

### Kagerer, Christoph Lorenz(1886–1975)
- Laurentius-Messe für vierstimmig gemischten Chor, Orchester und Orgel op. 27
- Weihnachtsmesse op. 51

### Kalliwoda, Johann Wenzel(1801–1866)
- 11 Messvertonungen in unterschiedlichen Besetzungen, darunter:
  - Große Festmesse A-Dur für Soli, Chor und Orchester op. 137
  - Missa a tre für 3-stimmigen gemischten Chor
- 5 einzelne Messesätze für eine Singstimme mit Orgel/Klavier
- 7 Requiems- und Traueramtsvertonungen

### Kalliwoda, Wilhelm(1827–1893)
- Messe für gemischten Chor op. 8, mit Begleitung von 2 Oboen, 2 Klarinetten, 2 Fagotts, 2 Trompeten, 2 Hörnern und 2 Posaunen

### Kayser, Isfrid(1712–1771)
(obligate Besetzung stets mit 2 Violinen und Basso continuo)
- VI. Missae für SATB sowie 2 Hörner / Trompeten ad libitum op. 2, Rieger, Augsburg 1743
- Missa solemnis C-Dur für Sopran, Alt, Tenor und Bass
- Missa C-Dur für SATB sowie 2 obligate Trompeten (thematischer Katalog Lambach 1768, S. 23)
- Missa C-Dur für SATB sowie 2 Trompeten und 2 Posaunen ad libitum (ebenda)
- Missa D-Dur für SATB sowie 3 Posaunen (ebenda)
- Missa D-Dur für SATB sowie 2 Trompeten (ebenda)
- Missa B-Dur für SATB sowie 2 Trompeten (ebenda)
- Missa Sancti Wenceslai d-Moll für SATB sowie 2 Trompeten

### Keller, Max(1770–1855)
- Sechs Deutsche Messen für eine Singstimme und Orgel, (zweite Singstimme und 2 Hörner ad lib.) (ca. 1810, Salzburg, Duyle)

Nr. 1 „Wir finden, guter Gott, uns hier“ C-Dur
Nr. 2 „Wir werfen uns darnieder“ F-Dur
Nr. 3 „Wir knien in deinem Tempel hier“ F-Dur
Nr. 4 „Sieh Gott vom Himmel nieder“ B-Dur
Nr. 5 „Herr, deiner Kirche Glieder“ F-Dur
Nr. 6 „O bester aller Väter“ C-Dur
- Zwei deutsche Messen für eine oder zwei Singstimmen und Orgel, 2 Hr ad lib. (Salzburg, Duyle)

Nr. 7 „Lass uns Jesu“ G-Dur
Nr. 8 „Standhaft sei, o Gott“ D-Dur
- Sechs deutsche Messen für eine Singstimme und Orgel, mit einer zweiten und dritten Singstimme, 2 Violinen, 2 Flöten, 2 Klarinetten, 2 Hörner, 2 Trompeten, Pauke und Bass ad lib. in C, F, G, Es, A und C (München, Falter und Passau, Pustet)
- Drei lateinische Messen für Landchöre dreistimmig und Orgel (München, Falter)
- Drei lateinische Messen für Landchöre einstimmig und Orgel (mit anderen Stimmen und Instrumenten ad lib.) (München, Falter), Nr. 1 in G/D, Nr. 2 in D/F und Nr. 3 in F/B
- Zwei deutsche Bittmessen, einstimmig und Orgel (München, Falter)
- Deutsche Messe C-Dur für die Gedächtnistage der Kirchweihe, einstimmig und Orgel (Orchester ad lib.) (1815? München, Falter)
- Solemne Messe in C-Dur für vierstimmigen Chor, Orchester und Orgel (Böhm)
- Missa quadragesimalis pro Feria 5ta in Coena Domini, Es-Dur op. 14, vierstimmiger Chor, Bass und Orgel (Seeon 10. August 1798, gewidmet Abt Lambert Neisser)

### Kempter, Karl(1819–1871)
- Lateinische Messe op. 9 in D für 4 Singstimmen, 2 Violin, Viola, Violon und Orgel obligat, Flöte, 2 Clarinett, 2 Hörner, 2 Trompetten und Pauken nicht obligat (Alternativfassung: Messe in D für 4 Männerstimmen, 2 Violinen, Viola, Violon u. Orgel oblig. ; Flöte, 2 Clarinetten, 2 Hörner, 2 Trompeten u. Pauken nicht oblig.)
- Festmesse Nr. 1 op. 11 in B für Soli, Chor und Orchester
- Lateinische Messe op. 15 in G für Sopran, Alt, Tenor, Bass, 2 Violinen, Viola, Violon & Orgel oblig., Flöte, 2 Clarinetten, 2 Hörner, 2 Trompetten u. Pauken nicht oblig. ; zum Gebrauche gut besetzter Land- u. kleinerer Stadtchöre
- Pastoralmesse op. 24 in G für Soli, Chor und Orchester
- Messe op. 35 in A für Sopran, Alt, Tenor, Bass, 2 Violinen, Viola, Kontrabass u. Orgel oblig., Flöte, 2 Clarinetten, 2 Hörner, 2 Trompeten u. Pauken nicht oblig.
- Messe op. 41 in C (circa 1860)
- Messe op. 45 in F (circa 1860)
- Messe op. 61 in C für 1 Singstimme mit Orgel oblig., dann Alt, Bass, 2 Violinen, 2 Hörner ad lib.
- Landmesse op. 72 in C für Sopran, Alt, Bass, zwei Violinen und Partiturbass oder Violon obligat, Tenor, Viola, Flöte, zwei Clarinetten, zwei Hörner, zwei Trompeten u. Pauken nicht obligat, oder auch nur für vier Singstimmen mit ausgesetzter Orgel
- Messe op. 87 in F/C (circa 1865)
- Messe op. 96 in D/G (circa 1865)
- Missa pastoritia op. 105 in F für vierstimmig gemischten Chor, 2 Hörner, Streicher und Orgel

### Kiel, Friedrich(1821–1885)
- Requiem f-Moll op. 20
- Missa solemnis op. 40
- Requiem As-Dur op. 80

### Klaus, Tadeusz(* 1960)
- Missa Omnes Nationes Iesum Christum Adorent op. 2

### Kleesattel, Lambert (* 1959)
- Missa brevis a tre in C für SABar und Orgel

### Kníže, František Max(1784–1840)
- Pastoralmesse in D
- Pastoralmesse in F
- Pastoralmesse in G
- große Messe in F
- große Messe in G
- kleine Messe in B

### Knödgen, Lothar (1880–1961)
- Missa Salve Regina

### Kobrich, Johann Anton(1714–1791)
- 6 Missae breves op. 7
- 6 Missae solennes op. 26
- 3 Missae de Requiem op. 29
- 3 Missae breves de Requiem op. 37

### Kodály, Zoltán(1882–1967)
- Missa brevis (1944)

### Königsperger, Marianus(1708–1769)
- 10 Missae solemnes und 2 Missae pastoritiae sowie 1 Veni Sancte Spiritus op. 1 (1740)
- 6 Missae op. 4 (1743)
- 6 Missae rurales und 2 Requiem für 2 Singstimmen und Basso continuo, weitere Stricher und Instrumente ad libitum op. 6 (1744)
- 6 Missae solemniores und 1 Te Deum op. 10 (1747)
- 6 Missae solemniores und 1 Veni Sancte Spiritus op. 15 (1750)
- 2 Requiem und 2 Libera op. 20 (1756)
- 6 Missae solemnes op. 21 (1760)
- 5 Missae solemnes und 1 Requiem op. 23 (1764)
- 2 Missae, 2 Offertorien und 1 Te Deum op. 25 (1767)
- 1 Missa pastoritia für 4 Singstimmen, 2 Violinen, 2 Trompeten und Violoncello ohne Opuszahl (1769)
- 1 Messe F-Dur für Sopran, Alt ad libitum, Bass-Stimme und Orgel
- 1 Messe g-Moll für Sopran, Alt, Bass ad libitum und Orgel
- 1 Missa pastoritia D-Dur

### Koutnik, Paul(* 1961)
- Steinhofer Jubiläumsmesse
- Mariahilfer Messe in omne tempore

### Koželuh, Jan Antonín(1738–1814)
- ca. 45 Messen, darunter
  - Missa Pastoralis D-Dur
- 5 Requiem

### Kraus, Lambert(1728–1790)
- VIII Missae solemnes. Opus I, Augsburg 1760

### Kraft, Karl(1903–1978)
- Messe in Es-Dur

### Kronsteiner, Josef(1910–1988)
- Pius-Messe
- Krippenmesse
- Stille-Nacht-Messe
- Florian-Messe (Gotteslob Nr. 134–136 (ohne Gloria), Gotteslob (1975) Nr. 429–432)
- Christkindelmesse für Soli, Chor und Orgel

### Kupp, Albert (1930–2022)
- Messe für die Weihnachtszeit (mit Motiven aus Weihnachtsliedern) für SATB und Orgel ad lib.
- Missa brevis

## L

### La Hèle, George de(1547–1586)
- Sammlung „Octo missae“ (Antwerpen 1578):
  - Missa „Oculi omnium in te sperant“ zu fünf Stimmen, nach einer Vorlage von Orlando di Lasso
  - Missa „In convertendo Dominus“ zu fünf Stimmen, nach einer Vorlage von Cipriano de Rore
  - Missa „Nigra sum sed formosa“ zu fünf Stimmen, nach einer Vorlage von Thomas Crécquillon
  - Missa „Gustate et videte“ zu fünf Stimmen, nach einer Vorlage von Orlando di Lasso
  - Missa „Quare tristis est“ zu sechs Stimmen, nach einer Vorlage von Orlando di Lasso
  - Missa „Fremuit spiritus Jesus“ zu sechs Stimmen, nach einer Vorlage von Orlando di Lasso
  - Missa „Praeter rerum seriem“ zu sechs Stimmen, nach einer Vorlage von Josquin Desprez
  - Missa „Benedicta es“ zu sieben Stimmen, nach einer Vorlage von Josquin Desprez

Im Inventarverzeichnis der Capilla real von 1585 aufgeführt, aber verloren gegangen:
- Credo zu acht Stimmen
- 2 Kyrie „de tempore paschali“ zu fünf bzw. sechs Stimmen

### Langlais, Jean(1907–1991)
- Messe Solennelle, 4 voix mixtes et orgue, ou orchestre (1949)
- Messe en style ancien, 4 voix mixtes a cappella ou avec orgue (1952)
- Missa in Simplicitate, 1 voix ou chœur à l’unisson et orgue (1952)
- Missa Salve Regina, 3 voix égales, unisson, 2 orgues, 5 trombones, 3 trompettes (1954)
- Missa Misericordiae Domini, 3 voix mixtes (STB ou SAB) et orgue (1958)
- Messe "Dieu prends pitié" (en français), 4 voix mixtes (ou 1 voix) et orgue (1965)
- Messe "Joie sur terre" (en français), 1 voix et orgue (1965)
- Solem Mass "Orbis factor" (en anglais), 4 voix mixtes, unisson, orgue (cuivres ad lib.) (1969)
- Mass "Grant us thy peace" (en anglais), 4 voix mixtes et orgue (1979)

### Lasso, Orlando di(um 1531–1594)
u. a. ca. 70 Messen, u. a.
- Missa super „Bell amfirit altera“
- Missa "On me l’a dit"

### Leavitt, John(* 1956)
- Missa festiva für Sopran, Alt, Bariton und Klavier
- Kyrie für gemischten Chor
- Gloria für gemischten Chor
- Agnus Dei für gemischten Chor
- Missa Brevis für gemischten Chor

### Lederer, Joseph(1733–1796)
- Sechs Messen kurz, leicht und sangbar, (...) hauptsächlich zum Gebrauch der Chöre auf dem Lande und der Frauenklöster ausgesetzt, J. J. Lotter, Augsburg 1776/1781

### Lehrndorfer, Franz(1928–2013)
- Missa in memoriam Theobald Schrems für vierstimmigen Männerchor (2008)

### Leonarda, Isabella(1620–1704)
- Opus 4: 11 Messa (Novara 1674)
- Opus 18: 6 Messe (Bologna 1696)

### Lemmens, Jacques-Nicolas(1823–1881)
- Messe in B-Dur für Tenor, Bass und Orgel
- Messe in F für gemischten Chor (SABar) und Orgel
- Große Messe für Männerchor TBB

### Lickl, Johann Georg(1769–1843)
- Messe für Kaiserin Maria Theresia (1804)
- Messe für den Fürsten Esterházy (1804)
- Missa Solemnis in d (1823)
- Missa Solemnis in F (1824)

### Lipp, Alban(1866–1903)
- 6 Messen, darunter
  - Schutzengel-Messe für gem. Chor SATB a cappella (Orgel/4 Blechbläser ad lib) op. 46
  - St. Albans-Messe für Sopran, Alt (Tenor ad lib.), Bass und Orgel op. 66
- 1 Requiem

### Liszt, Franz(1811–1886)
- Missa solemnis (31. August 1856 zur Einweihung der Graner Basilika)
- Messe für 4-stimmigen Männerchor und Orgel (1848; 2. Fassung 1869)
- Missa Choralis für 4-stimmigen gem. Chor und Orgel (1865)
- Ungarische Krönungsmesse für 3 Solostimmen, gem. Chor und Orchester (1867)
- Requiem für 4 Solostimmen, 4-stimmigen Männerchor, Orgel und Blechbläser (1868)

### Lloyd Webber, Andrew(* 1948)
- Requiem (1985)

### Lloyd Webber, William(1914–1982)
- Missa Princeps Pacis (1962)
- Missa Sanctae Mariae Magdalenae

### Lobo, Duarte(um 1565–1646)
- mehrere Messen, darunter
  - Missa Sancta Maria

### Lockenburg, Johann (um 1530)
- Missa Avecque vous

### Lotti, Antonio(1667–1740)
- Missa in d
- Missa in Es
- Missa in A
- Requiem in F-Dur

### Lucchesi, Andrea(1741–1801)
- Requiem e Dies Irae (1771)

### Ludford, Nicholas(1485–1557)
17 Messen, u. a.
- Missa Dominica

## M

### Machaut, Guillaume de (um 1300/05–1377)
- siehe: Guillaume de Machaut

### Martin, Frank(1890–1974)
- Messe für 2 vierstimmige Chöre (1922, Agnus Dei 1926)

### Martini, Jean-Paul-Égide(1741–1816)
- Messe Solemnelle für großen Chor und großes Orchester
- 8 Messen Nr. 1–8
- Messe de Requiem pour la Pompe funèbre de Louis XVI et Marie Antoinette f-Moll für Soli, Chor und Orchester, 1815

### Mascagni, Pietro(1863–1945)
verschiedene Messen, darunter
- Messa per la festa di Maria SS. del Rosario
- Messa di Gloria (ca. 1889)

### Mawby, Colin(1936–2019)
zahlreiche Messen, darunter
- Messe in G (2006)
- Missa in A

### Mayr, Johann Simon(1763–1845)
18 Messen, darunter
- Messe für Novara (1812)
- Messe c-Moll für Soli, Chor und Orchester (1826)
- Messe für Einsiedeln (1826)

7 Requiems, darunter
- Grande Messa da Requiem (1815)

### Mehlhart, Robert(* 1982)
- Missa O Lumen für Chor a cappella (2016)
- Missa brevis in tempore coronae für Sopransolo und Orgel (2021)

### Menschick, Wolfram(1937–2010)
- Missa parochialis
- Missa dominicalis
- Missa antiqua
- Missa Aureatina
- Messa alla settecento
- Missa „De angelis“
- Missa mundi
- Missa Gregoriana
- Missa „Lux et origo“
- Missa „Lauda Sion“
- Missa „Laetatus sum“
- Missa „Dona nobis pacem“
- Missa „Gloria“
- Missa „Salve Regina“
- Missa „Te Deum laudamus“
- Salzburger „Stille Nacht“ Messe
- Messe zu Ehren der hl. Walburga
- Gesänge zur Meßfeier für Verstorbene

### Merkl, Gerhard(1961–2016)
- Passauer Pastoralmesse

### Messner, Joseph(1893–1969)
- Messe in D für Chor und Orgel, op. 4 (1918)
- Missa poëtica, op. 9 (1921)
- Messe in B für Sopransolo, Chor und Bläsersextett („Salzburger Dommesse“), op. 29 (1931)
- Marienmesse für Sopransolo, 3-stimmigen Frauenchor und Orgel bzw. Harmonium, op. 40 (1935)
- Festliche Messe in C für 5-stimmigen Chor à cappella, op. 42 (1935)
- Messe in G, opus 46, für gemischten Chor und Orgel (1937)
- Messe in A für Chor und Streicher, op. 66 (1949)
- Große Messe in E für vier Solostimmen, Chor und Orchester („Bombenmesse“), op. 83 (1959)

### Meyer, Krzysztof(* 1943)
- Messe (1996) für Chor und Orchester (1996)

### Michl, Gilbert(1750–1828)
- Requiem in Es (ca. 1772–1775)

### Michl, Joseph Willibald(1745–1816)
- 19 Messen (Urheberschaft gesichert)
- weitere 7 Messen (Urheberschaft nicht gesichert)
- weitere 4 Messen (verschollen)
- 3 lateinische Requiems
- 1 deutsches Requiem

### Miehling, Klaus(* 1963)
- Missa brevis in e zu 4 – 8 Stimmen, Instrumente colla parte ad lib. op. 45 (1993)
- Missa brevis in G für vierstimmigen Chor und Orgel op. 65 (1996)
- Missa brevis in g für Sopran, Bariton, sechsstimmigen Chor, Oboe und Orgel op. 125 (2007)

### Mitterer, Ignaz(1850–1924)
- Missa de Ss. Apostolis

### Monte, Philippe de(1521–1603)
- Missa ad modulum „Benedicta es“ zu sechs Stimmen, Antwerpen 1579
- Liber primus [7] missarum zu fünf, sechs und acht Stimmen, Antwerpen 1587
- Missa „Anchor che col partire“ zu vier Stimmen, nur Tenor erhalten
- Missa „Aspice Domine“ zu sechs Stimmen
- Missa „Cara la vita mia“ zu fünf Stimmen
- Missa „Inclina cor meum“ zu fünf Stimmen
- Missa „La dolce vista“ zu acht Stimmen
- Missa „Nasce ma pena mia“ zu sechs Stimmen
- Missa „O altitudo divitiarum“ zu fünf Stimmen
- Missa pro defunctis zu fünf Stimmen
- Missa „Quando lieta speray“ zu fünf Stimmen
- Missa „Reviens vers moi“ zu vier Stimmen
- Missa „Ultimi miei sospiri“ zu sechs Stimmen
- Missa sexti toni zu sechs Stimmen
- Missa septimi toni zu fünf Stimmen
- Missa septimi toni zu sechs Stimmen
- Missa ad tonum peregrinum zu sechs Stimmen
- 5 weitere Messen (ohne Titel) zu vier Stimmen
- 4 weitere Messen (ohne Titel) zu fünf Stimmen
- 5 weitere Messen (ohne Titel) zu sechs Stimmen
- 1 weitere Messe (ohne Titel) zu acht Stimmen

### Monteverdi, Claudio(1567–1643)
- Missa in illo tempore (1610)
- Messa a quattro voci da cappella (Erstausgabe 1641 in Selva morale e spirituale)
- Messa a quattro voci da cappella (Erstausgabe 1650)

### Morales, Cristóbal de(um 1500–1553)
- Missarum Liber primus (Rom, 1544)
  - Missa Aspice Domine 4v
  - Missa Ave Maris Stella 4v
  - Missa De Beata Virgine 4v
  - Missa L’homme armée 5v
  - Missa Mille regretz 6v
  - Missa Quaeramus cum pastoribus 5v
  - Missa Si bona suscepimus  6v
  - Missa Vulnerasti cor meum 4v
- Missarum Liber secundus (Rom, 1544)
  - Missa Benedicta est regina caelorum [= Missa Valenciana] 4v
  - Missa De Beata Virgine 5v
  - Missa Gaude Barbara 4v
  - Missa L’homme armée 4v
  - Missa Pro defunctis 5v
  - Missa Quem dicunt homines 5v
  - Missa Tu es vas electionis 4v
- Weitere:
  - Missa Caça
  - Missa Cortilla
  - Missa Desilde al cavallero 4v
  - Missa Super Ut re mi fa sol la 4v
  - Missa Tristezas me matan 5v

### Morricone, Ennio(1928–2020)
- Requiem per un Destino (1966)
- Missa Papae Francisci (2015)

### Mozart, Leopold(1719–1787)
- Missa solemnis in C
- Missa brevis in C KV 115 (ehemals W. A. Mozart zugeschrieben)
- Missa brevis in F KV 116 (ehemals W. A. Mozart zugeschrieben)
- Missa in A

### Mozart, Wolfgang Amadeus(1756–1791)
- Missa in C KV 317,»Krönungsmesse«
- Missa in c (KV 427), »Große Messe in c-Moll«
- weitere 16 Messen (siehe dazu den Artikel: Wolfgang Amadeus Mozart (Messen))
- Requiem in d (KV 626)

### Mücksch, Andreas(* 1962)
- Messe in D (Symphonische Rockmesse, 2016)

### Muffat, Georg(1653–1704)
- Missa in labore requies (24-stimmig)
- zwei weitere Messen (verschollen)

### Müller, Heinrich Fidelis(1837–1905)
- Missa in honorem Sanctissimi Cordis Jesu (ohne Credo), op. 14 (1890)
- Missa in honorem St. Elisabethae, op. 18
- Missa in honorem St. Bonifatii Episcopi et Martyris, op. 19
- leichtes Credo op. 22
- Missa in honorem St. Josephi (ohne Credo), op. 27 (1902)

## N

### Naumann, Johann Gottlieb(1741–1801)
- Messe 1 (Nr. 1) d-Moll (1767)
- Messe 2 (Nr. 5) F-Dur (1774)
- Messe 3 (Nr. 14) A-Dur (1782)
- Messe 4 (Nr. 16) d-Moll (1786)
- Messe 5 (Nr. 17) a-Moll (1791)
- Messe 6 (Nr. 18) d-Moll (1794)
- Messe 7 (Nr. 19) As-Dur (1791)
- Messe 8 (Nr. 20) A-Dur (Erstfassung von Kyrie, Gloria und Credo: 1774–1779; Endfassung als Zyklus: 1798)
- 15 Kyrie (zwischen 1766 und 1801)
- 13 Gloria (zwischen 1766 und 1799)
- 14 Credo (zwischen 1766 und 1789)
- 18 Sanctus (zwischen 1766 und 1801)
- 17 Agnus Dei (zwischen 1769 und 1801)

### Nicolai, Otto(1810–1849)
- Messe Nr. 1 D-Dur (1832/1845)

### Nunes Garcia, José Maurício(1767–1830)
- Missa de Réquiem für Königin Maria I. von Portugal (1816)

### Nystedt, Knut(1915–2014)
- Missa brevis op. 102 für gemischten Chor a cappella (1984)

## O

### Obersteiner, Johann(1824–1896)
über 50 Messen, darunter
- Pastoralmesse in A- und D-Dur für gemischten Chor, Solo, Orchester und Orgel
- Missa pro defunctis
- Messe zu Ehren des heiligen Paulus für 3 Singstimmen mit Orgelbegleitung

### Obrecht, Jacob(1457/58–1505)
- 28 Messen, nähere Übersicht siehe Jacob Obrecht

### Ockeghem, Johannes(1410–1497)
- 16 Messen, nähere Übersicht siehe Johannes Ockeghem
  - darunter die Missa Prolationum

### Olsson, Otto(1879–1964)
- Requiem op. 13 (Entstehung 1901–1903, Uraufführung 14. November 1976)

### Ortmeier, Philipp(* 1978)
- Basalt-Messe (2011/12)
- Ahorn-Messe (2024)

## P

### Paine, John Knowles(1839–1906)
- Messe in D op. 10

### Palestrina, Giovanni Pierluigi da(um 1515–1594)
- 102 Messen (u. a. Missa Papae Marcelli, Erstausgabe 1567)

### Palmeri, Martín(* 1965)
- Misa a Buenos Aires (Misatango) (1996)

### Parecker, Werner(* 1979)
- Messe in c - moll (für gemischten Chor und Klavier) (1997)
- Missa solemnis (für Orchester und gemischten Chor) (1998)
- A Mass for the Holy Stephen (für großes Orchester, gemischten Chor, Kinderchor, Solo-Sopran, Knabensolo) (2011)
- Messe des clochettes (für Harfe, Handglocken, Frauenchor, Solo) (2018)

### Pärt, Arvo(* 1935)
- Missa Syllabica für vierstimmig gemischten Chor a cappella bzw. mit Orgel (1977)
- Berliner Messe (verschiedene Fassungen für Solisten oder Chor SATB und Orgel oder Orchester) (1990)
- Missa brevis (Kyrie, Sanctus, Agnus Dei) für 12 Violoncelli (2009/2010) (auch in einer Fassung für 8 Violoncelli)

### Peissner, Karl(1890–1952)
- 22 Messen

### Pękiel, Bartłomiej(nach 1600 – um 1670)
- Missa pulcherrima (nach 1658)
- Missa Paschalis (nach 1658)
- Missa concertata "La Lombardesca"
- Missa a 4 voci
- Missa senza le cermonie

### Peña, Paco(* 1942)
- Misa flamenca (1991)

### Penderecki, Krzysztof(1933–2020)
- Polnisches Requiem (1993)
- Credo (1998)

### Pepping, Ernst(1901–1981)
- Deutsche Messe: Kyrie Gott Vater in Ewigkeit (1938)
- Missa Dona nobis pacem (1948)

### Perosi, Lorenzo(1872–1956)
- Missa In Honorem Ss. Gervasii et Protasii (1895)
- Missa “Te Deum Laudamus” (1897)
- Missa Eucharistica (1897)
- Missa (Prima) Pontificalis (1897)
- Messa da Requiem (1897)
- Missa “Benedicamus Domino” (1899)
- Missa Cerviana
- Missa Secunda Pontificalis (1906)

### Persichetti, Vincent(1915–1987)
- Messe op. 84 für gemischten Chor (1960)

### Petersen, Wilhelm(1890–1957)
- Große Messe op. 27 (1929)

### Pipelare, Matthaeus(um 1450 – um 1515)
- Missa de feria zu vier Stimmen
- Missa „Dicit Dominus: Nihil tuleritis in via“ zu vier Stimmen, Cantus firmus: Tenor einer wahrscheinlich polyphonen Komposition
- Missa „Floruit egregius infans Livinius in actis“ zu vier Stimmen, Cantus firmus und Texte aus dem Offizium des heiligen Livinius
- Missa „Fors seulement“ zu fünf Stimmen, Cantus firmus aus Pipelares gleichnamiger Chanson (2. Fassung)
- Missa „Johannes Christi care“ / „Ecce puer meus“, Cantus firmus: Sequenz und Antiphon für den heiligen Evangelisten Johannes
- Missa „L’homme armé“ zu vier Stimmen
- Missa „Mi mi“ zu vier Stimmen
- Missa „Omnium carminum“ zu vier Stimmen (Fragment, nur Altus und Bassus erhalten)
- Missa sine nomine (I) zu vier Stimmen
- Missa sine nomine (II) zu vier Stimmen
- Credo de Sancto Johanne Evangelista zu fünf Stimmen, Cantus firmus: Antiphon für den heiligen Evangelisten Johannes

### Pizzetti, Ildebrando(1880–1968)
- Requiem (1922)

### Planyavsky, Peter(* 1947)
- Plenarmesse

### Pleyel, Ignaz Josef(1757–1831)
- Missa Solemnis in D à 4 voci (ca. 1790)

### Pögl, Peregrinus (1711–1788)
- eine Missa solemnis + fünf Missae brevis (op. 6) (1757)

### Poulenc, Francis(1899–1963)
- Messe in G (1936)

### Praetorius, Michael(1571–1621)
- Missodia Sionia (1611) (Sammlung verschiedener Messgesänge, einschließlich einer vollständigen achtstimmigen Messe)

### Predieri, Luca Antonio(1688–1767)
- Missa Sanctissimi Francisci (Messe für das Fest des Franz von Assisi´); SATB, 2 Trompeten, 2 Violinen und 2 Posaunen (1746)
- Missa Nativitatis (Weihnachtsmesse), SATB, Trompeten und Violinen; (1747)

### Puccini, Giacomo(1858–1924)
- Messa di Gloria (1880)

## R

### Rädlinger, Max(* 1993)
- Kleine deutsche Messe, Ordinarium für SATB und Klavier-/Orgelbegleitung
- Missa "Dona nobis pacem" für Männerchor und Orgel

### Ramhaufski, Benjamin Ludwig(um 1631–1694)
- Missa á 23 (Messe für 23 Stimmen) (1670)

### Ramírez, Ariel(1921–2010)
- Misa Criolla („Kreolische Messe“) (entstanden 1963, Uraufführung 1967)

### Raphael, Günter(1903–1960)
- Requiem op. 20 (1928)

### Rathgeber, Valentin(1682–1750)
- Opus III (Messen)
- Opus VII (Messen für das Kirchenjahr)
- Opus VIII (Requiems und Libera)
- Opus XII (ländliche Messen und Stadtmessen)
- Opus XIX (Messen)

### Ratzinger, Georg(1924–2020)
- Missa L’ Anno Santo (2000)

### Ray, Robert(1946–2022)
- Gospel Mass (1981)

### Reger, Max(1873–1916)
- Lateinisches Requiem für Soli, Chor und Orchester op. 145a, Fragment (1914)

### Rehm, Otto (1887–1971)
- Messe über Gregorianische Motive

### Reimann, Ignaz(1820–1885)
- Festmesse in C für Soli, Chor SATB, Orchester und Orgel
- Kurze Festmesse in A / D op. 113 für Chor SATB und Orgel
- Kurze Festmesse in F für Chor SATB, Orchester und Orgel
- Kurze Festmesse in F und C
- Kurze Festmesse in B
- Messe in Es
- Messe in d-Moll
- Messe in g-Moll
- Messe für die heilige Advents- und Fastenzeit für Chor SATB und Orgel
- Pastoralmesse in C, „Christkindlmesse“ op. 110 (IRV 2) für Soli, Chor SATB, Orchester und Orgel
- Pastoralmesse in F, „Messe für die Hl. Christnacht“ für Chor SATB (Soli SATB ad lib.), Orchester und Orgel
- Pastoralmesse in G für Chor SATB, Orchester und Orgel
- Pastoralmesse in G und D für Chor SATB (Soli SATB ad lib.), Orchester und Orgel

### Renner, Joseph jun.(1868–1934)
- Missa in honorem S. Petri Apostoli op. 2, 1887
- Messe in B-Dur op. 37
- Fest-Messe No.2, Op. 86
- mehrere Requiems

### Rheinberger, Gabriel Josef(1839–1901)
18 Messen, 4 Requiem, darunter:
- Kleiner und leichter Messgesang für Sopran und Orgel op. 62 in f-Moll (1872)
- Missa brevis op. 83 in d-Moll für gemischten Chor a cappella (1874)
- Missa in Es-Dur „Cantus Missae“ für gemischten Doppelchor op. 109 (1879)
- Missa „In Honorem Sanctissimae Trinitatis“ in F-Dur für gemischten Chor a cappella op. 117 (1880)
- Missa brevis in A-Dur "In nativitate Domini" op. 126 (ursprünglich für 3-stimmigen Frauenchor und Orgel) (1881)
- Missa „St. Crucis“ in G-Dur für gemischten Chor a cappella op. 151 (1888)
- Messe in Es-Dur für Frauenchor und Orgel op. 155 (1889)
- Messe in f-Moll für gemischten Chor und Orgel op. 159 (1889)
- Missa in C-Dur für gemischten Chor und Orchester op. 169 (1892)
- Messe in B-Dur für Männerchor und Blasorchester oder Orgel op. 172 (1892) (inkl. eines Ave Maria)
- Messe „Sincere in memoriam“ in g-Moll für Frauenchor und Orgel op. 187 (1897)
- Messe in F-Dur für Männerchor und Orgel op. 190 (1898)
- Missa „Misericordia Dmini“ in E-Dur für gemischten Chor und Orgel op. 192 (1899)
- Missa „Omnium Sanctorum“ in a-Moll für gemischten Chor und Orgel op. 197 (1902) (unvollendet)

### Riethmüller, Heinrich(1921–2006)
- Tempelhofer Messe (1974)

### Rigatti, Giovanni Antonio(um 1613–1648)
Drei Messen, darunter:
- Venezianische Messe (1640)

### Říhovský, Vojtěch(1871–1950)
- Requiem d-Moll op. 5
- Missa brevis et facilis op. 32
- Missa in honorem sancti Joannis Nepomuceni für Chor und Orchester op. 92 (1890/1930)
- Missa loretta für Chor und Orchester

### Rivers, Clarence(1931–2004)
- American Mass Program (1964)
- The Brotherhood of Man (1967)

### Roelstraete, Herman(1925–1985)
- Missa prima opus 4, für gemischten Chor und Orgel (1942)
- Missa in honorem Sancti Amandi opus 8 für gemischten Chor und Orgel (1948)
- Missa recitata opus 10, für dreistimmigen Männerchor (1949)
- Missa salvatori opus 16, für gemischten Chor und Orchester (1952)
- Missa quinta in honorem sancti Johannis Baptistae opus 33, für gemischten Chor und Orgel (1956)
- Missa de Sancta Magdalena opus 52, für gemischten Chor (1963)
- Missa Pia opus 87, für gemischten Chor (1972)
- Missa de beata Maria (proprium) opus 100, für gemischten Chor und Orgel (1973)
- Missa brevis opus 101, für gemischten Chor und Orgel (1973)
- Missa oranda opus 148, für gemischten Chor und Orgel (1983)
- Missa J. N. Bartholomeus opus 165, für gemischten Chor und Orgel
- Missa „Conceptio tua“ opus 175, für gemischten Chor

### Roemhildt, Johann Theodor(1684–1756)
- Messe in D-Dur (RoemV 238)
- Missa brevis in C-Dur (RoemV 239)
- Das längste Kyrie (RoemV 240)
- Missa brevis in C-Dur (RoemV 241)

### Rohr, Heinrich(1902–1997)
- Alban-Messe (1943/1972) (Gotteslob Nr. 126 f.)
- Mainzer Dom-Messe (1964) (Gotteslob Nr. 128 f.)

### Roser, Johann Georg(1740–1797)
- Messe in C
- 2 Requiems

### Rossini, Gioacchino(1792–1868)
- Messa (Bologna 1808)
- Messa (Ravenna) für Soli, Männerchor und Orchester (1808)
- Messa (Rimini) für Soli, Chor und Orchester (1809)
- Messa di Gloria für Soli, gemischten Chor und Orchester (1820)
- Messa di Milano für Soli, gemischten Chor und Orchester
- Petite Messe solennelle für Soli, Doppelquartett (oder gemischten Chor), 2 Klaviere und Harmonium (1863; Orchesterfassung 1866)

### Rue, Pierre de la(zwischen 1460 und 1470 – 1518)
- Missa „Alleluia“ zu fünf Stimmen (c.f.: unbekannte Alleluja-Melodie)
- Missa Almana („Pourquoi non“, Sexti [toni] ut, fa) zu vier Stimmen, c.f. oder mehrstimmige Vorlage: vermutlich deutsches Lied (daher „Almana“)
- Missa „Assumpta est Maria“ zu vier Stimmen, erstes Antiphon der zweiten Vesper in Assumptione Beatae Mariae Virginis (15. August)
- Missa „Ave Maria“ (de Annuntiatione Mariae) zu vier Stimmen, Credo zu fünf Stimmen; c.f. ist die bekannte Antiphon in Annuntiatione Beatae Mariae Virginis (25. März)
- Missa „Ave sanctissima Maria“, kanonische Parodiemesse (6 ex 3 Stimmen) über die gleichnamige Kanonmotette
- Missa „Conceptio tua“ zu fünf Stimmen; c.f.: Magnificat-Antiphon in Nativitate Beatae Mariae Virginis als „Nativitas tua“ (8. Dezember)
- Missa „Cum jucunditate“ zu vier Stimmen, Credo zu fünf Stimmen; c.f.: Ostinato aus den ersten sechs Tönen der fünften Antiphon der zweiten Vesper in Nativitate Beatae Mariae Virginis (8. Dezember)
- Missa de Beata Virgine zu vier Stimmen; c.f.: Kyrie IX, Gloria IX mit Tropus „Spiritus et alme“, Credo IV, Sanctus IX, Agnus Dei XIV
- Missa de feria zu fünf ex vier Stimmen; Kyrie nicht identifiziert, Gloria XV, Credo I, Sanctus nicht identifiziert, Agnus Dei XV
- Missa de Sancta Anna (Missa „Felix Anna“) zu vier Stimmen; c.f. vielleicht Magnificat-Antiphon zum Fest Sanctae Annae matris Beatae Mariae Virginis (26. Juli)
- Missa De Santa Cruce (Missa „Nos autem gloriari oportet“) zu fünf Stimmen; c.f.: Introitus in Inventione Sanctae Crucis (3. Mai) und in Exaltatione Crucis (14. September)
- Missa de Sancto Antonio (Missa „O sacer Anthoni“) zu vier Stimmen; c.f.: Melodie der ersten Vesperantiphon de Santi Antonii Abbatis (17. Januar) im Antiphonale Pataviense, Wien 1519 (dort anderer Text)
- Missa de Sancto Job (Missa „Floruit egregius prophetes clarus in actis“) zu vier Stimmen; c.f. aus einem Reimofficium für den heiligen Livinius aus Pipelares Messe über dieses Offizium
- Missa de septem doloribus Beatae Mariae Virginis zu fünf Stimmen; c.f.: liturgische und paraliturgische Texte (Melodien nicht identifiziert) zum Fest Septem Dolorum Beatae Mariae Virginis (Samstag vor Palmsonntag). Das Osanna II zitiert im Tenor 1 den Sopran des Schlusses „O Mater Dei, memento mei. Amen“ aus Josquins berühmtem „Ave Maria … virgo serena“ zu vier Stimmen
- Missa de Virginibus zu vier Stimmen; c.f.: „O quam pulchra est casta generatio cum claritate“, Antiphon aus dem Commune de virginibus (Melodie nicht identifiziert)
- Missa „Incessament“ zu fünf ex vier Stimmen, Parodiemesse über die gleichnamige Chanson
- Missa „Inviolata“ zu vier Stimmen; c.f.: Sequenz in Festis de Beatae Mariae Virginis
- Missa „Ista est speciosa“ zu fünf Stimmen; c.f.: Vesperantiphon in Commune virginum, nicht mehr gebräuchlich (Antiphonale Pataviense, Wien 1519)
- Missa „L’homme armé“ [I] zu vier Stimmen; c.f.: einstimmige Chanson; im Agnus Dei III im Bass die Chansonmelodie „Tant que nostre argent dura“
- Missa „Nuncqua fue pena maior“ zu vier Stimmen; Parodiemesse über den gleichnamigen Villancico von Juan de Urrede (aktiv 1451–1482)
- Missa „O gloriosa Margaretha“ (Missa „O gloriosa domina“) zu vier Stimmen; c.f.: Hymnus de Beatae Mariae Virginis „O gloriosa domina, excelsa super sidera“; Namenseinsetzung „Margareta“ als Huldigung an Margarete von Österreich
- Missa „O salutaris hostia“ zu vier (ex 1) Stimmen; c.f.: Hymnus in honorem Sanctissimi Sacramenti, Melodie nicht identifiziert
- Missa pascale zu fünf Stimmen; c.f.: sieben Gesänge aus der Osterliturgie
- Missa pro defunctis (Requiem) zu vier bis fünf Stimmen; c.f.: Gesänge der Totenmesse
- Missa „Puer natus est nobis“ zu vier Stimmen; c.f.: Introitus ad tertiam missam in Nativitate Domini
- Missa „Sancta Dei genetrix“ zu vier Stimmen; c.f. nicht identifiziert (siebentöniger Tenor-Ostinato)
- Missa [sine nomine] [I] zu vier Stimmen; offenbar ohne c.f. oder Parodie-Elemente
- Missa „Sub tuum presidium“ zu vier Stimmen; c.f.: Antiphon in honorem Beatae Mariae Virginis, in Misse Antonii de Fevin
- Missa „Tandernaken“ zu vier Stimmen; c.f.: flämische Liedmelodie „T’Andernaken op den Rijn“
- Missa „Tous les regretz“ zu vier Stimmen; Parodiemesse über die eigene gleichnamige vierstimmige Chanson, in drei unterschiedlich zusammengesetzten Fassungen überliefert, die Echtheit der dritten Fassung ist zweifelhaft
- Kyrie in festo paschale zu vier Stimmen; c.f.: Kyrie I
- Credo zu vier Stimmen; offenbar ohne c.f. oder andere Vorlage
- Credo zu sechs Stimmen; c.f. nicht identifiziert (litaneiartige Melodie im Bass 2)
  - Credo „Angeli Archangeli“ zu acht Stimmen; Parodie-Credo über die Motette von Heinrich Isaac
  - Credo [de village] („Patrem de villagiis“) zu vier Stimmen; c.f: Credo I; als Credo in Jacob Obrechts Missa „Sicut spina rosam“
  - Credo „L’amour de moy“ zu vier Stimmen; c.f.: Chansonmelodie „L’amour de moy si est enclose“

### Rúnarsdóttir, Hildigunnur (* 1964)
- MESSA tileinkuð Guðbrandi Þorlákssyni biskup (2003)

### Rutter, John(* 1945)
- Requiem (1985)
- Mass of the Children (2003)

### Ryba, Jakub Jan(1765–1815)
über 100 Messen, darunter:
- Böhmische Weihnachtsmesse (1796)
- Missa pastoralis (1788)

### Ryelandt, Joseph(1870–1965)
- Missa op. 72 (1918) für gemischten Chor a cappella
- Missa op. 84 (1925) für vierstimmigen Chor und Orgel
- Missa six vocibus op. 111 (1934) für sechsstimmigen Chor a cappella
- Missa pro defunctis op. 127 (1939) für gemischten Chor a cappella

## S

### Saint-Saëns, Camille(1835–1921)
- Messe op. 4
- Requiem op. 54

### Salieri, Antonio(1750–1825)
- Messe C-Dur für vierstimmigen Chor a cappella (1767)
- Messe D-Dur für vierstimmigen Chor und Orchester (1788) – genannt Hofkapellmeistermesse oder Kaisermesse
- Messe C-Dur für Doppelchor und Orchester (1799) – genannt Proklamationsmesse
- Messe d-Moll für Soli, vierstimmigen Chor und Orchester (1805)
- Messe B-Dur für Soli, vierstimmigen Chor und Orchester (1809)
- Kyrie C-Dur für Soli, vierstimmigen Chor und Orchester (1812) – Teil einer unvollendeten Messe
- Kyrie F-Dur für vierstimmigen Chor und Orchester – Fragment
- Requiem c-Moll für Soli, vierstimmigen Chor und Orchester (1804)
- Requiem d-Moll für vierstimmigen Chor und Orchester (ca. 1815–1820) – Fragment

siehe auch: Werkverzeichnis Antonio Salieri

### Sanders, Bernhard (* 1957)
- Deutsche Messe für SABar und Orgel, Bläser ad lib.

### Scarlatti, Alessandro(1660–1725)
- Missa Santa Cecilia (1721)
- angeblich ca. 200 weitere Messen

### Schaeffer, Bogusław(1929–2019)
- Missa electronica für Knabenchor und Band (1975)

### Schäfer, Thomas M. J.(* 1979)
- Missa romana - Latin Mass in Jazz für 4-st. gem. Chor ad lib. mit Band, Orgel oder Percussion (2015)

### Schidlowsky Leon(1931–2022)
- Missa Sine Nomine (In Memoriam Víctor Jara)

### Schiedermayr, Johann Baptist der Ältere(1779–1840)
- Neueste deutsche Messe zum akademischen Gottesdienst für Discant, Alt, Tenor, Bass und Orgel (1814)
- Messe nebst Graduale und Offertorium: für 4 Singstimmen, 2 Violinen und Orgel op. 32 (1818)
- Missa solennis in D für SATB + Orchester op. 61 (ca. 1820)
- Pastoralmesse für Soli SATB, Chor SATB und Orchester op. 72
- Choral-Messe nebst Tantum ergo et Genitori für eine und mehrere Männerstimmen unisono und Orgel (ca. 1820)
- Pastoral-Messe in A dur für SATB, Orchester und Orgel op. 107 (1845)
- Lateinische Messe in C-Dur
- Primiz-Messe: für 4 Singstimmen Orchester und Orgel op. 101

### Schindler, Peter(* 1960)
- Missa in Jazz für 4-stg. Chor, Orgel, Saxophon, Percussion (2001)
- Missa secunda für 5-stg. Chor, Orgel, Bläserquintett (2014)

### Schneider, Enjott(* 1950)
- Missa Brevis „Surrexit Christus“

### Schnizer, Franz Xaver(1740–1785)
- Missa in C-Dur für 4-st. gem. Chor, Orgel und Kontrabass

### Schöpf, Franz (1836–1915)
- Sechste Sonntagsmesse

### Schöpsdau, Christoph (* 1970)
- New York Mass (Jazzmesse, 2003)

### Schreiber, Joachim(* 1964)
- Missa Windbergensis für Soli, Chor und Orchester
- Missa Brevis a tre für 3-stg. Chor (SABar) und Orgel
- Untermarchtaler Vinzenzmesse für Frauenchor und Orgel (2012)
- Norbertus-Messe für 4-stg. gemischten Chor, Solo ad lib., Klarinette, Blechbläser, Pauken und Streicher
- Missa brevis zu Ehren der Hl. Luise von Marrilac für 4stg. Frauenchor (SSAA) und Orgel
- Kleine deutsche Messe für Oberstimmenchor (SA) und Orgel

### Schreyer, Gregor(1719–1767)
- 8 Missae solemnes zum 300-jährigen Bestehen des Klosters Andechs (1755)[5][6]

### Schubert, Ferdinand(1794–1859)
- Requiem in g-Moll op. 9 (1828)

### Schubert, Franz(1797–1828)
- Messe Nr. 1 F-Dur D 105 (1814/15)
- Messe Nr. 2 G-Dur D 167 (1815)
- Messe Nr. 3 B-Dur op. posth. 141 D 324 (1815)
- Messe Nr. 4 C-Dur op. 48 D 452 (1816/28)
- Messe Nr. 5 As-Dur D 678 (1819–1822)
- Deutsche Messe F-Dur D 872 (1827)
- Messe Nr. 6 Es-Dur D 950 (1828)
- Deutsches Requiem g-Moll D 621 (1818)

### Schubert, Heino(1928–2018)
- Missa in E (1952)
- Orgelsolomesse (1953)
- Paulus-Messe (1965/1972) (Gotteslob Nr. 130 ff.)
- Missa choralis für Vorsänger, Schola, Gemeinde, Chor und Orgel (1967)

### Schuh, Johannes(1851–1921)
- Sehr leichte Messe für SA oder SATB und Orgel (1905)

### Schuller, Gregor (* 1987)
- Missa Metamensis in honorem Beati Uttonis primatis Abbatis Monasterii Metamensis für gemischten Chor SATB, Blechbläserquintett, Pauken; Orgel und Bläser-Fernwerk ad lib (2019)

### Schumann, Robert(1810–1856)
- Messe c-Moll op. 147 (1853)
- Requiem op. 148 (1852)

### Schütky, Franz Josef(1817–1893)
7 Messen, darunter
- - Missa in d für gemischten Chor (SATB) a cappella op. 7
  - Missa solemnis in F-Dur

### Schwake, Gregor(1892–1967)
- Dachau-Messe (1944)

### Seifen, Wolfgang(* 1956)
- feierliche Messe Tu es Petrus (Uraufführung in Berlin am 15. April 2007), Komposition zum 80. Geburtstag von Papst Benedikt XVI.
- feierliche Messe für konzertierende Orgel und Chor
- Messe in G für gem. Chor a cappella, Chorsätze für Frauenchor und Männerchor
- Messe du Mariage für Orgel

### Senfl, Ludwig(etwa 1486 – 1542 oder 1543)
- 7 Messen

### Sengstschmid, Johann(* 1936)
- Missa „Adoramus te“, op. 21, für Unisonochor und Orgel

### Smyth, Ethel(1853–1944)
- Mass in D (1893)

### Spitzner, Gerald(* 1972)
- Hermann-Gmeiner-Messe (1993)
- Karl-Borromaeus-Messe (1993)
- Franz-von-Sales-Messe (1997)
- Camillus-Messe (2000)
- St.-Athanasius-Messe (2003)
- „Messe zu Ehren des Heiligen Vaters Papst Johannes Paul II“ (2006)
- Johannes-Nepomuk-Messe (2006)

### Spohr, Louis(1784–1859)
- Messe c-Moll op. 54 (Entstehung 1821, Uraufführung 1827)

### Stamitz, Johann(1717–1757)
- Missa Solemnis in D-Dur

### Stanford, Charles Villiers(1852–1924)
- Requiem op. 63 (1897)
- Messe "Via Victrix"

### Stenov, Michael(* 1962)
- 7 Messen, darunter
  - Missa brevis tempore Nativitatis Domini d-moll für gemischten Chor (SATB) a cappella

### Sterkel, Franz Xaver(1750–1817)
- Messe in A-Dur

### Stoiber, Franz Josef(* 1959)
- Missa in honorem Sancti Erhardi
- Missa Alme Pater für Chor & Orgel
- Missa in honorem Sancti Petri
- Missa in honorem sanctae Annae Schäffer für Chor & Orgel
- Missa inglese für Chor & Orgel
- Messe in G für Chor & Orgel

### Stölzel, Gottfried Heinrich(1690–1749)
- Deutsche Messe (Lutherische Messe in deutscher Sprache)

### Strawinski, Igor(1882–1971)
- Mass (1948)

### Stühlmeyer, Ludger(* 1961)
- Spiritual-Messe, für Chor SATB, Gesang Solo und Instrumente (1999)
- Christkindlmesse, für Chor SATB Violine, Flöte und Orgel (2004)

### Sulzer, Balduin(1932–2019)
- Lateinisches Ordinarium op. 4 für Terzett SAT (1963)
- Trinitatismesse (Sanctus und Agnus Dei) für Soli, gemischten Chor, Orgel und Orchester (2007)
- Missa contra Malignitatem Tempestatum (Tsunamimesse) für Sopransolo, gemischten Chor und Orchester (2011)

### Suppè, Franz von(1819–1895)
- Messe in F (Missa Dalmatica) (1835)
- Messe in C (1836)
- Missa solemnis c-Moll (vor 1840)
- Missa pro defunctis (1855)
- Requiem d-Moll (1855)

### Süßmayr, Franz Xaver(1766–1803)
- Missa in C
- Missa in C (Maria Taferl)
- Ein deutsches Requiem
- Deutsches Requiem
- Missa (solemnis) in D
- Messe in B
- Vollendung von Mozarts Requiem

### Sutermeister, Heinrich(1910–1995)
- Missa in Es (1948)
- Missa da Requiem (1952)

### Szopa, Alexander Jan (* 1997)
- Missa brevis für gemischten Chor und Orgel (2023)

## T

### Tambling, Christopher(1964–2015)
- Missa Festiva für SATB und Orgel (2013)
- Missa brevis in B (2014)
- Festmesse in F
- Messe in G
- Bearbeitung der Missa in B für SATB und Orgel von Charles Villiers Stanford
- Bearbeitung der Missa brevis. Mass of St Gregory für SATB, Orgel und Bläser ad lib. von Richard Runciman Terry

### Taverner, John(um 1485–1545)
- Missa „Gloria tibi Trinitas“ (um 1526–1529)
- Western Wind Mass

### Telemann, Georg Philipp(1681–1767)
- Messe „Ach Gott vom Himmel sieh darein“ (TVWV 9:1)
- Messe „Allein Gott in der Höh sei Ehr“ (TVWV 9:2)
- Messe „Christ lag in Todesbanden“ (TVWV 9:3)
- Messe „Durch Adams Fall ist ganz verderbt“ (TVWV 9:4)
- Messe „Ein Kindelein so löbelich“ (TVWV 9:5)
- Messe „Erbarm dich mein o Herre Gott“ (TVWV 9:6)
- Messe „Es wird schier der letzte Tag herkommen“ (TVWV 9:7)
- Messe „Es woll uns Gott gnädig sein“ (TVWV 9:8)
- Messe „Gott der Vater wohn uns bei“; Trinitatis (TVWV 9:9)
- Messe „Komm heiliger Geist“; Pfingsten (TVWV 9:10)
- Messe „Komm heiliger Geist“ (TVWV 9:11)
- Missa alla siciliana F-Dur (TVWV 9:12)
- Messe h-Moll (nur Kyrie und Gloria) (um 1705) (TVWV 9:13)
- Messe h-Moll (nur Kyrie und Gloria) (TVWV 9:14)
- Messe C-Dur (nur Kyrie und Gloria) (TVWV 9:15)

### Thoma, Annette(1886–1974)
- Deutsche Bauernmesse (1933)

### Tittel, Ernst(1910–1969)
- Missa O Esca Vi op. 7B
- Missa Magnus Et op. 15
- Missa Mariana op. 32
- Requiem mit Libera f. gem. Chor, Orgel u. Bläser Op. 34
- Kleine Festmesse op. 37
- Missa Festiva in F (Klemens Maria Hofbauer-Messe) f. gem Chor, Orgel, Orchester ad lib Op. 52
- Missa cum jubilo für gem. Chor a cap. Op. 66
- Franziskusmesse für gem. Chor und Orgel op. 78
- Deutsches Ordinarium für gem. Chor und Orgel op. 79
- Deutsches Requiem mit Libera, op. 81
- Missa Laudate Dominum Op. 84
- Deutsche Singmesse nach alten Kirchenliedern
- Missa Choralis

### Torregrosa, José (* 1927)
- Misa Flamenca (1966)

### Trenner, Stefan (* 1967)
- Missa Sancti Jacobi für gemischten Chor SATB und Orgel; Blechbläserquintett ad lib.

### Tůma, František Ignác(1704–1774)
über 50 Messen

### Turnhout, Gérard de(um 1520–1580)
- Missa „O Maria vernans rosa“ zu fünf Stimmen, Löwen 1570

### Tüür, Erkki-Sven(* 1959)
- Requiem (1994)

## V

### Vaughan Williams, Ralph(1872–1958)
- Messe g-Moll

### Verdi, Giuseppe(1813–1901)
- Messa per Rossini, 1869 (mit zwölf weiteren Komponisten), posthum veröff.
- Messa da Requiem („Manzoni-Requiem“), 1874
- Messa Solenne (Messa di Gloria) ,1833

### da Viadana, Lodovico Grossi(1560–1627)
- Missa sine nomine
- Missa L’hora passa
- Missa Dominicalis

### Victoria, Tomás Luis de(auch: Vittoria, Tomaso Luigi da) (1548–1611)
Zahlreiche Messen, darunter
- Missa „Vidi speciosam“ (6-stimmig)
- Missa „quarti toni“
- Requiem für 4 Stimmen (1583)
- Requiem für 6 Stimmen (1605/11)

### Vierne, Louis(1870–1937)
- Messe solennelle cis-Moll op. 16 (1900)

### Villmow, Michael(* 1956)
- Missa Brevis für vierstimmigen gemischten Chor, Violoncello und Tenorsaxophon (2007)
- Missa de Angelis (2008)

### Vinders, Jheronimus(aktiv von 1510 bis 1550)
- Missa „Fit porta Christi pervia“ zu fünf Stimmen, nach einem gregorianischen Cantus firmus
- Missa „Fors seulement“ zu fünf Stimmen, nach Chansons von Antoine de Févin und Matthaeus Pipelare
- Missa „Myns liefkens bruyn oogen“ zu fünf Stimmen, nach einem weltlichen niederländischen Lied von Benedictus Appenzeller
- Missa „Stabat mater“ zu fünf Stimmen, nach der gleichnamigen Motette von Josquin
- Missa „La Plus Gorgiase du monde“ zu vier Stimmen (Autorschaft zweifelhaft, anonym, auch H. Winters zugeschrieben)

### Voříšek, Jan Václav(1791–1825)
- Missa Solemnis in B-Dur, Op.24

### Voß, Herbert (1922–2006)
- Messe e-Moll

## W

### Wallrath, Klaus(* 1959)
- Friedrich-Spee-Messe (2011) für Sopran- und Bariton-Solo, Kinderchor, gemischten Chor und großes Orchester (Lateinisches Messordinarium, an vier Stellen ergänzt durch Texte von Friedrich Spee)
- Missa festiva (2015) für Sopran-Solo, gemischten Chor, 10 Bläser, Pauken und Orgel (auch als Orgelfassung)
- Missa in F (2017) für gemischten Chor und Orgel (Bläser und Pauken ad lib.)
- Missa brevis (2018) für gemischten Chor und Orgel (auch: Fassung mit großem Orchester)
- Missa „Da pacem“ (2018) für gemischten oder gleichstimmigen Chor und Orchester (auch als Orgelfassung)
- Missa à tre (2023) für dreistimmigen Chor (SAM) und Orgel

### Webber, William Lloyd(1914–1982)
- Missa Princeps Pacis (1962)
- Missa Sanctae Mariae Magdalenae für Chor und Orgel (1979)

### Weber, Carl Maria von(1786–1826)
- Missa solemnis „Große Jugendmesse“ (komponiert 1802)
- Missa sancta Nr. 1 Es-Dur „Freischützmesse“ (komponiert 1818)
- Missa Sancta No.2 G-Dur „Jubelmesse“ (komponiert 1819)

### Weber, Erich(* 1937)
- Messe zu Ehren des seligen Friedrich von Regensburg (1978)
- Messe für Verstorbene: Deutsche Propriumsgesänge  (1979)
- Deutsche Messe für 3 gleiche oder 3 gem. Stimmen a cappella (1981)
- Deutsche Messe für 4 gem. Stimmen u. Gemeinde (1982)

### Weber, Tobias(* 1967)
- Missa minor in honorem Beatae Mariae Virginis de Loreto op. 28 für Chor SA/TB, M ad lib., Orgel

### Weichlein, Romanus(1652–1706)
- Missa rectorum cordium (1687)

### Weill, Kurt(1900–1950)
- Berliner Requiem (1928)

### Weinberger, Gerhard(* 1948)
- Schutzengelmesse für Sopransolo, Chor, Saxophon, Kontrabass, Tambourin und Orgel

### Weinrauch, Ernest(1730–1793)
- Große Messe in C für Soli, Chor und Orchester
- Requiem in c-Moll für Solisten, Chor und Orchester (ca. 1780)
- Misa in g-Moll für Solisten, Chor und Orchester (Kyrie, Gloria, Credo, Sanctus) (1782)

### Welcker, Max(1878–1954)
- O Vater voll Erbarmen, deutsche Messgesänge op. 30c
- Zweite deutsche Singmesse zu Ehren des heiligsten Herzens Jesu op. 85 für einstimmigen Chor mit Orgel- oder Harmonium-Begleitung
- Dritte Deutsche Singmesse für einstimmigen Chor mit Orgel- oder Harmoniumbegleitung op. 86
- Deutsche Adventmesse für 3stimm. Frauenchor mit Orgel op. 96
- Herr, zu dir, starker Gott, deutsche Messgesänge op. 100
- Requiem op. 106 für einstimmigen Chor/Solo und Orgel
- Deutsche Herz-Jesu-Messe Wir knie'n in Demut Op. 166
- Deutsche Messe (mit Gebeten) zu Ehren der allerheiligsten Jungfrau Maria op. 178
- Missa Gloria tibi, Domine für vierstimmigen gemischten Chor mit Orgelbegleitung op. 183 (1936)
- Deutsche Fastenmesse Zu Dir, o Herr, erheb ich meine Stimme op. 190
- Kurze und leichte Messe für Sopran, Alt (sowie 1 Männerstimme ad lib.) und Orgel op. 193 (1913)
- Altöttinger Singmesse Herr, an des Altares Stufen, Text von M.Fr. Eisenlohr, für einstimmigen Chor mit Orgelbegleitung op. 196
- Missa Ite ad Joseph – kurze, leichte Messe für Sopran und Alt (Tenor und Bass ad lib.) mit Orgelbegleitung op. 199
- Bauernmesse O Herr, ich trete zum Altar op. 205 für 1-2 stimmigen Volksgesang & Orgel
- Leicht ausführbare deutsche Messgesänge (auch für Trauungsämter geeignet) für 3stg. Frauenchor mit Orgel- oder Harmoniumbegleitung, 1912
- Deutsche Weihnachtsmesse für gemischten Chor (SATB) und Violine

### Wellesz, Egon(1885–1974)
- Kleine Messe G-Dur für drei gleiche Stimmen a cappella, op. 80a (1958)
- Missa brevis für Chor, op. 89 (1963)

### Wesley, Samuel(1766–1837)
- Missa Missa de Spiritu Sancto

### Wetz, Richard(1875–1935)
- Messesätze (Kyrie, Et incarnatus est, Crucifixus, Agnus Dei) op. 44 (1918)
- Requiem h-Moll op. 50 (1925)

### Widor, Charles-Marie(1844–1937)
- Messe op. 36

### Willaert, Adrian(1490–1562)
- 9 Messen

### Winter, Peter von(1754–1825)
- Missa brevis
- Missa solemnis
- Missa (1799)
- Pastoralmesse (1805)
- Requiem für Giuseppe II für 4 Stimmen und Orchester(1790)
- Missa di Requiem per 4 voci e orchestra

### Woschenko, Claus(* 1979)
- Missa brevis "Et in terra pax" für die Ökumene für 12-stimmigen gemischten Chor a cappella (2018-2019)
- Messe für Männerstimmen (TTBB) (2020)

### Wüllner, Franz(1832–1902)
- Messe Nr.1 für 4-stimmig gem. Chor und 4 Solo-Stimmen op. 20 (1865)
- Messe Nr. 2 für 4-stimmig gem. Chor und 4 Solo-Stimmen op. 29 (1868)

## Z

### Zach, Jan(1713–1773)
- 35 Messen, darunter
  - Missa Sancti Thomae Aquinatis (1771)
- 3 Requiems

### Zebe, Stephan(* 1966)
- Kyrie - A Gospel Mass (1998)

### Zelenka, Jan Dismas(1679–1745)
- Missa Sancta Caeciliae, G-Dur (ZWV 1, ca. 1711)
- Missa Judica me, F-Dur (ZWV 2, 1714)
- Missa Corporis Domini, C-Dur (ZWV 3, ca. 1719)
- Missa Sancti Spiritus, D-Dur (ZWV 4, 1723)
- Missa Spei, C-Dur (ZWV 5, 1724 [verschollen])
- Missa Fidei, C-Dur (ZWV 6, 1725)
- Missa Paschalis, D-Dur (ZWV 7, 1726)
- Missa Nativitatis Domini, D-Dur (ZWV 8, 1726)
- Missa Corporis Domini, D-Dur (ZWV 9, ca. 1727)
- Missa Charitatis, D-Dur (ZWV 10, 1727)
- Missa Circumcisionis D.N.J.C., D-Dur (ZWV 11, 1728)
- Missa Divi Xaverii, D-Dur (ZWV 12, 1729)
- Missa Gratias agimus tibi, D-Dur (ZWV 13, 1730)
- Missa Sancti Josephi, D-Dur (ZWV 14, ca. 1731)
- Missa Eucharistica, D-Dur (ZWV 15, 1733)
- Missa Purificationis BVM, D-Dur (ZWV 16, 1733)
- Missa Sanctissimae Trinitatis, a-Moll (ZWV 17, 1736)
- Missa Votiva, e-Moll (ZWV 18, 1739)
- Missa Dei Patris, C-Dur (ZWV 19, 1740)
- Missa Dei Filii, C-Dur (ZWV 20, ca. 1740)
- Missa Omnium Sanctorum, a-Moll (ZWV 21, 1741)

### Zimmermann, Heinz Werner(1930–2022)
- Missa profana (1977)